# Port lotniczy Kraków-Balice

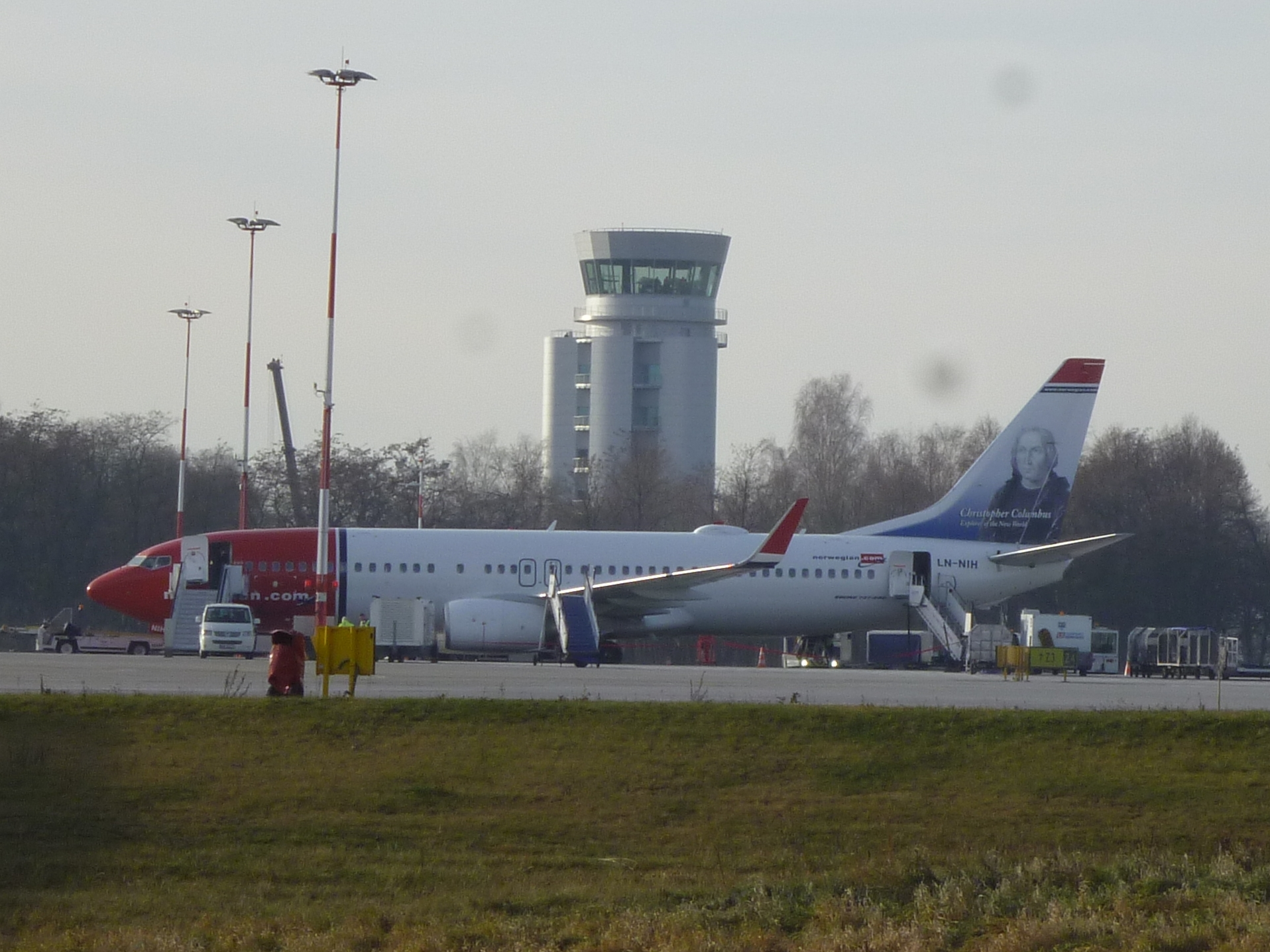
Port lotniczy Kraków-Balice, wieża kontroli lotów

Międzynarodowy Port Lotniczy im. Jana Pawła II Kraków-Balice (ang. John Paul II International Airport Kraków-Balice, kod IATA: KRK, kod ICAO: EPKK) – międzynarodowy port lotniczy położony 11 km na zachód od centrum Krakowa, w miejscowości Balice. Port lotniczy jest zlokalizowany obok 8 Bazy Lotnictwa Transportowego w Balicach i współużytkuje z nią betonową drogę startową o wymiarach 2550 × 60 m. Jest to port klasy 4D z podejściem precyzyjnym klasy I (ILS cat I) dodatkowo wyposażonym w światła osi drogi startowej. Port zarządzany jest przez Międzynarodowy Port Lotniczy im. Jana Pawła II Kraków-Balice sp. z o.o.
Obecnie jest to drugi polski port lotniczy, po warszawskim Lotnisku Chopina, zarówno pod względem liczby odprawianych pasażerów, jak i liczby operacji lotniczych.
W 2012 port przeszedł przebudowę dróg kołowania oraz rozpoczęto budowę nowego terminala pasażerskiego i hotelu przy lotnisku. W promieniu 100 km od niego mieszka blisko 10 mln osób.
Imię Jana Pawła II nadano lotnisku w 1995. Papież Jan Paweł II podczas swego pontyfikatu gościł w Balicach wielokrotnie – podczas swojej I, II, III, VI, VII i VIII pielgrzymki.

## Historia
- Od 1923 loty pasażerskie z Krakowa odbywały się z lotniska Kraków-Rakowice-Czyżyny, zlikwidowanego w 1963, a od 2005 ponownie we wznowionym użytku na części jego pierwotnej drogi startowej jako lądowisko muzealne.
- W 1964 część istniejącego lotniska wojskowego w Balicach przeznaczono dla lotnictwa cywilnego.
- W 1967 roku utworzono przejście graniczne Kraków-Balice i GPK Kraków-Balice (przekształcona na PSG w Krakowie-Balicach), wraz z momentem otwarcia międzynarodowych połączeń lotniczych na „balickim” lotnisku[3] .
- W 1995 lotnisko przyjęło imię Jana Pawła II.
- 29 kwietnia 1998 na krakowskim lotnisku wylądował Boeing 747-400 zwany Jumbo Jetem, izraelskich linii lotniczych El Al. Dla lotniska jest to dowód, że pas startowy może przyjmować samoloty tej wielkości co Jumbo Jet. Nie mogą one jednak być maksymalnie obciążone, ponieważ krakowska droga startowa jest za krótka, szczególnie dla ich rozbiegu[4]. Podobna sytuacja miała miejsce 26 kwietnia 2009. Tym razem Boeing 747-437 linii Air India gościł na lotnisku w Balicach.
- W 2003 irlandzkie tanie linie lotnicze Ryanair prowadziły rozmowy na temat otwarcia połączeń z krakowskiego lotniska. Władze portu lotniczego nie zgodziły się jednak na obniżenie opłat lotniskowych, dlatego władze miasta i województwa zdecydowały się wybudować drugi terminal dla tanich linii lotniczych. Pojawiły się jednak trudności związane ze skomplikowaną sytuacją własnościową lotniska oraz brakiem jasności co do tego, kto jest za nie odpowiedzialny. Mimo że nie powstał jeszcze nowy terminal, pojawiły się już pierwsze tanie linie lotnicze, co zmusiło tradycyjnych przewoźników do obniżenia cen na niektórych trasach.
- W 2004 pojawiły się także nowe połączenia w Europie Środkowej. Lotnisko, po krótkim okresie spadku liczby przewozów, znowu odzyskało dawną dynamikę. Na poważnego konkurenta wyrósł natomiast katowicki port lotniczy w Pyrzowicach, który znacznie lepiej poradził sobie z przyciągnięciem tańszych przewoźników.
- 13 października 2004 tanie linie lotnicze EasyJet zainaugurowały regularne połączenia z Krakowa.
- W 2004 pojawiła się propozycja otwarcia połączenia kolejowego między lotniskiem a centrum miasta. W tym celu zaadaptowano tory używane dawniej do transportu cystern z paliwem przez wojskową bazę lotniczą. Od 26 maja 2006 na trasie Kraków Główny – Kraków Lotnisko kursują autobusy szynowe do tymczasowego przystanku położonego 200 metrów od terminalu pasażerskiego. Przejazd autobusem szynowym z centrum miasta trwa ok. 18 minut.
- 28 lutego 2007 otwarto terminal krajowy o powierzchni 1733 m², mogący obsłużyć 500 tys. osób rocznie. Ciekawostką jest to, że pierwotnie budynek terminala miał być przeznaczony do użytku jako garaż dla pojazdów obsługi lotniska.
- 17 maja 2007 oddano do użytku nową strażnicę Lotniskowej Straży Pożarnej, zlokalizowaną tuż obok wieży kontroli lotniska – umożliwiło to skrócenie czasu reakcji służb ratowniczo-gaśniczych do 90 sekund[5].
- 20 lipca 2007 otwarto nową część terminalu T1 (międzynarodowego). Do dyspozycji pasażerów udostępniono 3000 m² powierzchni, 15 stanowisk rejestracji i 5 stanowisk kontroli. Był to drugi etap przygotowywania lotniska do wymagań układu z Schengen (obowiązującego w Polsce w ruchu powietrznym od 1 marca 2008).
- 4 września 2007 zmieniono nazwę portu lotniczego z Międzynarodowy Port Lotniczy im. Jana Pawła II Kraków-Balice na Kraków Airport im. Jana Pawła II[6].
- 27 października 2007 port stracił swój dotychczasowy status portu przesiadkowego słowackiej taniej linii lotniczej SkyEurope Airlines i co za tym idzie, 19 połączeń z Krakowa do miast europejskich.
- 20 grudnia 2007 port obsłużył 3-milionowego pasażera w owym roku[7].
- 9 stycznia 2008 linie lotnicze Germanwings ogłosiły od 1 kwietnia 2008 przeniesienie swoich lotów (Kolonia/Bonn-Konrad Adenauer, Stuttgart) do Międzynarodowego Portu Lotniczego Katowice-Pyrzowice. Linie Germanwings powróciły do Krakowa 15 czerwca 2009, wykonując połączenia do Stuttgartu[8].
- 1 marca 2010 otwarto nowy parking wielopoziomowy położony obok terminalu międzynarodowego[9], natomiast 17 listopada zakończyła się budowa nowego łącznika między płytą postojową a pasem startowym[10].
- W sierpniu 2011 linie lotnicze Ryanair obsłużyły 4-milionowego pasażera z krakowskiego portu lotniczego[11].
- 26 października 2011 wojewoda małopolski wydał pozwolenie na rozbudowę terminalu pasażerskiego. Nowy terminal o powierzchni 55 tys. metrów kwadratowych powierzchni użytkowej oraz przepustowości 8 mln pasażerów[12], został zaprojektowany przez: APA Czech-Duliński-Wróbel Agencja Projektowa Architektura Sp. z o.o.
- Od 24 kwietnia 2012 niskokosztowa linia lotnicza Volotea uruchomiła połączenie z Krakowa do Wenecji[13], a 26 kwietnia linie lotnicze Aerofłot uruchomiły regularne połączenia do Moskwy[14].
- 16 maja 2012 linie lotnicze Eurolot uruchomiły połączenie do Lwowa[15].
- 12 grudnia 2012 irlandzkie tanie linie lotnicze Ryanair ogłosiły otwarcie swojej bazy operacyjnej w Balicach, w której miały stacjonować dwa samoloty tego przewoźnika[16]. Baza została oficjalnie otwarta 3 kwietnia 2013 roku[17].
- 11 kwietnia 2013 roku ruszyły prace związane z budową nowego terminalu pasażerskiego, przebudową istniejącego obiektu oraz modernizacją wewnętrznego układu portu lotniczego, które rozpoczęła firma Astaldi S.p.A. Planowany termin zakończenia prac ustalono na koniec marca 2015 roku[18].
- 5 grudnia 2013 na terenie lotniska zarejestrowano sanitarne lądowisko Balice-LPR dla śmigłowców, jako jedną z baz Lotniczego Pogotowia Ratunkowego.
- 18 listopada 2014 Terminal T2 po rozbudowie o dwa tymczasowe namioty przejął rolę terminala przylotowego, podczas gdy loty krajowe zostały ulokowane w prowizorycznych Gate’ach w terminalu T1 obok strefy kontroli paszportowej i saloniku biznesowego. Zamknięto jednocześnie strefę przylotową w Terminalu T1.
- 1 maja 2015 linie lotnicze British Airways wznowiły rejsy na lotnisko Londyn-Heathrow zaś Swiss International Air Lines wznowiły loty do Zurychu.
- 18 maja 2015 linie lotnicze KLM uruchomiły rejsy na lotnisko Amsterdam-Schiphol zastępując na tej trasie upadły Eurolot.
- 1 lipca 2015 linie Ryanair obsłużyły 10-milionowego pasażera.
- 28 września 2015 została uruchomiona nowa – wschodnia część terminalu, zawierająca nową halę przylotów oraz 11 nowych bramek pasażerskich (10-18). Jednocześnie zamknięto halę odlotów w części zachodniej terminalu celem remontu. Terminal T2 został zlikwidowany.
- W październiku 2015 linie lotnicze SprintAir ogłosiły nowe połączenie do lotniska Olsztyn Mazury zaś lotnicze Aegean Airlines ogłosiły nowe połączenie do Aten.
- 6 listopada 2015 Ryanair obsłużył 11-milionowego pasażera z Kraków Airport
- 8 grudnia 2015 odprawiony został 4-milionowy pasażer w tym roku.
- Rok 2016 skończył się nowym rekordem i lotnisko obsłużyło prawie 5 mln pasażerów
- 3 lipca 2017 Polskie Linie Lotnicze LOT przywróciły bezpośrednie połączenie pomiędzy Krakowem a Chicago
- W październiku 2017 organy spółki przyjęły Plan Generalny Kraków Airport na lata 2017-2036 (master plan)[19].
- Rok 2017 skończył się kolejnym rekordem – lotnisko obsłużyło ponad 5 mln pasażerów
- W dniach 29 stycznia – 12 lutego 2018 została uruchomiona nowa wieża kontroli lotów[20][21]
- 19 listopada 2018 Kraków Airport jako pierwszy regionalny port lotniczy w Polsce obsłużył 6-milionowego pasażera w ciągu jednego roku
- Rok 2018 skończył się nowym rekordem – lotnisko obsłużyło ponad 6,7 mln pasażerów[22]
- W maju 2019 swoją bazę otworzył węgierski tani przewoźnik Wizzair
- W sierpniu 2019 wejście do Krakowa ogłosiły American Airlines na trasie do Chicago, a miesiąc później LOT ogłosił przywrócenie rejsów do Nowego Jorku
- 27 września 2021 zostały rozpoczęte prace nad poszerzeniem płyty postojowej dla samolotów.
- W 2022 z powodu rozbudowy lotniska przeniesiono bazę Lotniczego Pogotowia Ratunkowego z Balic do nowo wybudowanej bazy LPR w Kokotowie koło Wieliczki[23].

## Rozwój portu lotniczego
XXI wiek charakteryzował się dla krakowskiego portu lotniczego szybkim wzrostem ruchu. W latach 2000–2020 średnioroczny wzrost wynosił 18%, a liczba obsłużonych pasażerów z 517 tysięcy w 2000 wzrosła do 8,41 miliona w 2019. W 2024 liczba ta wzrosła do rekordowych 11,1 milionów.
14 grudnia 2016 Polska Agencja Żeglugi Powietrznej oraz Zarząd Kraków Airport podpisali list intencyjny dotyczący współpracy mającej na celu uruchomienie na krakowskim lotnisku naziemnego systemu GBAS (Ground Based Augmentation System), systemu wspomagania nawigacyjnego kontroli ruchu lotniczego, który jest użytkowany na największych lotniskach w Stanach Zjednoczonych i w Europie.
W 2017 zarząd portu przyjął strategię rozwoju lotniska do 2036. Prace planowano podzielić na trzy fazy, a w razie konieczności poszczególne zadania miały zostać przesunięte na kolejne etapy. Plan zakładał powstanie między innymi nowej drogi startowej, hangaru orasz bazy paliwa, a także rozbudowę terminala pasażerskiego i płyty postojowej samolotów oraz przesunięcie terminala cargo. Po zakończeniu prac przepustowość lotniska ma wzrosnąć do 12 milionów.
Plany inwestycyjne zatwierdzone przez zarząd lotniska przewidywały budowę nowej drogi startowej do 2021, jednak inwestycja nie została zrealizowana w zakładanym terminie.
W czerwcu 2023 rozpoczęła się budowa nowego terminala cargo, a jego otwarcie nastąpiło w maju 2025. Koszt realizacji inwestycji wyniósł 92 mln złotych.
W związku z szybkim wzrostem ruchu, strategia rozbudowy portu została zaktualizowana. Nowy plan zakłada minimalną przepustowość na poziomie 16 milionów, z możliwością zwiększenia do 20 milionów. W grudniu 2024 władze lotniska poinformowały o planie przebudowy starego terminala cargo na tymczasowy terminal pasażerski do maja 2026. Ma on zwiększyć przepustowość o 1,5 mln pasażerów, a po planowanej rozbudowie lotniska zburzony.
Rozbudowa terminala na zachód ma się zacząć w 2025, a zakończyć w 2027. Budowa drogi startowej planowana jest w kolejnym etapie, a jej otwarcie planowane jest na 2031.

## Linie lotnicze i połączenia
| Linia lotnicza    | Kierunek |
| ----------------- | --- |
| Aegean Airlines   | 1. Ateny Sezonowe czartery: 1. Heraklion |
| airBaltic         | 1. Wilno |
| Air Arabia        | 1. Szardża |
| Air Dolomiti      | 1. Monachium |
| Air France        | 1. Paryż-Roissy-Charles de Gaulle |
| Air Serbia        | 1. Belgrad |
| Austrian Airlines | 1. Wiedeń |
| British Airways   | 1. Londyn-Heathrow |
| Brussels Airlines | 1. Bruksela |
| Buzz              | Sezonowe czartery: 1. Antalya 2. Burgas 3. Palma de Mallorca 4. Tirana 5. Warna 6. Zakintos |
| EasyJet           | 1. Amsterdam 2. Bazylea 3. Belfast 4. Birmingham 5. Bristol 6. Edynburg 7. Genewa (od 4 września 2025) 8. Liverpool (od 3 listopada 2025) 9. Londyn-Gatwick 10. Londyn-Luton 11. Manchester 12. Paryż-Roissy-Charles de Gaulle |
| El Al             | 1. Tel Awiw |
| Enter Air         | Sezonowe czartery: 1. Antalya 2. Heraklion 3. Korfu 4. Marsa Alam 5. Rodos |
| Etihad Airways    | Sezonowo (lato): 1. Abu Zabi (od 16 czerwca 2026) |
| Eurowings         | 1. Düsseldorf Sezonowo (lato): 1. Stuttgart |
| Finnair           | 1. Helsinki |
| Flydubai          | 1. Dubaj |
| FlyLili           | Sezonowe czartery: 1. Tel Awiw |
| flynas            | Sezonowo (lato): 1. Rijad |
| FLYYO             | Sezonowe czartery: 1. Tel Awiw |
| Freebird Airlines | Sezonowe czartery: 1. Antalya 2. Bodrum |
| Jazeera Airways   | Sezonowo (lato): 1. Kuwejt |
| Jet2.com          | 1. Belfast 2. Birmingham 3. East Midlands 4. Glasgow 5. Leeds/Bradford 6. Liverpool 7. Londyn-Stansted (od 27 listopada 2025) 8. Manchester 9. Newcastle upon Tyne |
| KLM               | 1. Amsterdam |
| LOT               | 1. Chicago-O’Hare 2. Olsztyn-Mazury 3. Paryż-Orly 4. Stambuł 5. Tel Awiw 6. Warszawa-Chopin Sezonowo (lato): 1. Bydgoszcz 2. Newark Sezonowe czartery: 1. Palermo 2. Palma de Mallorca |
| Lufthansa         | 1. Frankfurt 2. Monachium |
| Luxair            | 1. Luksemburg |
| Mavi Gok Aviation | Sezonowe czartery: 1. Antalya |
| Norwegian         | 1. Bergen 2. Kopenhaga 3. Oslo 4. Stavanger 5. Sztokholm 6. Trondheim |
| Pegasus Airlines  | 1. Ankara 2. Antalya 3. Izmir |
| Ryanair           | 1. Aberdeen 2. Agadir 3. Alicante 4. Barcelona-El Prat 5. Barcelona-Girona 6. Bari 7. Belfast 8. Birmingham 9. Bolonia 10. Bournemouth 11. Bristol 12. Bruksela-Charleroi 13. Bukareszt-Băneasa (od 3 listopada 2025) 14. Cagliari 15. Castellón 16. Dublin 17. East Midlands 18. Edynburg 19. Eindhoven 20. Faro 21. Fuerteventura 22. Gdańsk 23. Glasgow 24. Göteborg 25. Gran Canaria 26. Katania 27. Kopenhaga 28. Leeds/Bradford 29. Liverpool 30. Lizbona 31. Londyn-Luton 32. Londyn-Stansted 33. Madryt 34. Malaga 35. Malta 36. Manchester 37. Marrakesz 38. Marsylia 39. Mediolan-Bergamo 40. Mediolan-Malpensa 41. Memmingen 42. Neapol 43. Newcastle upon Tyne 44. Oslo-Torp 45. Pafos 46. Palermo 47. Paryż-Beauvais 48. Piza 49. Podgorica 50. Porto 51. Praga 52. Ryga 53. Rzym-Ciampino 54. Saloniki 55. Sewilla 56. Shannon 57. Sofia (od 27 października 2025) 58. Sztokholm-Arlanda 59. Tel Awiw 60. Teneryfa-Południe 61. Tirana 62. Triest 63. Tuluza 64. Turyn 65. Walencja 66. Wenecja-Treviso 67. Wiedeń Sezonowo (lato): 1. Ankona 2. Ateny 3. Burgas 4. Chania 5. Dubrownik 6. Korfu 7. Lamezia Terme 8. Lourdes 9. Olbia 10. Palma de Mallorca 11. Perugia 12. Pescara 13. Rodos 14. Rimini 15. Santorini 16. Szczecin 17. Warna 18. Zadar Sezonowo (zima): 1. Amman |
| SAS               | 1. Kopenhaga |
| SkyUp Airlines    | Sezonowe czartery: 1. Szarm el-Szejk (od 5 listopada 2025) |
| Smartwings Poland | Sezonowe czartery: 1. Antalya |
| SunExpress        | 1. Antalya |
| SWISS             | 1. Zurych |
| Turkish Airlines  | 1. Stambuł |
| Wizz Air          | 1. Abu Zabi 2. Barcelona-El Prat 3. Bazylea 4. Bergen 5. Bilbao (od 9 grudnia 2025) 6. Bolonia 7. Bukareszt-Băneasa 8. Eindhoven 9. Genua 10. Larnaka 11. Londyn-Gatwick 12. Londyn-Luton 13. Lyon 14. Malaga 15. Mediolan-Malpensa 16. Nicea 17. Oslo-Gardermoen 18. Rzym-Fiumicino 19. Sofia 20. Stavanger 21. Tallinn (od 26 października 2025) 22. Tel Awiw 23. Walencja 24. Werona (od 28 października 2025) 25. Wilno (od 26 października 2025) Sezonowo (lato): 1. Heraklion 2. Split 3. Tirana |

## Statystyki ruchu

### Wielkość ruchu w latach 1964–2024[122][123]
Zobacz zapytanie i odniesienia źródłowe Wikidata o wartości.
1  Ruch pasażerski od 29.02.1964
2 Wstrzymanie ruchu pasażerskiego w związku z remontem lotniska w okresie 05.1971 – 10.1971
3 Wstrzymanie ruchu pasażerskiego w związku z generalnym remontem oraz wydłużaniem pasa startowego w okresie 04.1995 – 11.1995

### Statystyki miesięczne 2019-2025
|             | 2019    | 2020    | 2021    | 2022    | 2023    | 2024      | 2025      | zmiana % 2025/2024 |
| ----------- | ------- | ------- | ------- | ------- | ------- | --------- | --------- | ------------------ |
| styczeń     | 510 752 | 629 103 | 54 353  | 323 288 | 611 613 | 691 881   | 796 195   | 15,1%              |
| luty        | 518 280 | 654 666 | 33 046  | 398 278 | 591 021 | 685 139   | 857 310   | 25,1%              |
| marzec      | 604 107 | 250 954 | 38 870  | 476 609 | 687 311 | 790 427   | 988 165   | 25,0%              |
| kwiecień    | 674 707 | 52      | 53 307  | 593 515 | 774 654 | 925 820   | 1 075 160 | 19,5%              |
| maj         | 750 132 | 116     | 77 588  | 681 275 | 839 625 | 1 006 407 | 1 156 708 | 14,9%              |
| czerwiec    | 749 539 | 14 398  | 202 549 | 718 662 | 867 403 | 1 001 079 | 1 182 387 | 18,1%              |
| lipiec      | 785 557 | 205 622 | 383 358 | 744 913 | 918 899 | 1 071 508 |           | 16,6%              |
| sierpień    | 823 402 | 309 360 | 424 919 | 777 267 | 913 230 | 1 105 945 |           | 21,1%              |
| wrzesień    | 809 225 | 247 095 | 429 099 | 716 702 | 884 381 | 1 040 849 |           | 17,7%              |
| październik | 789 164 | 145 349 | 446 537 | 745 359 | 868 810 | 1 029 476 |           | 18,4%              |
| listopad    | 682 411 | 60 015  | 459 351 | 596 037 | 713 506 | 853 466   |           | 19,6%              |
| grudzień    | 713 394 | 76 469  | 431 097 | 622 314 | 734 158 | 879 253   |           | 19,8%              |

### Najpopularniejsze kierunki lotów – porty lotnicze (2015)
| Pozycja | Zmiana r/r | Port lotniczy          | Liczba pasażerów | Zmiana r/r [%] | Przewoźnicy      |
| ------- | ---------- | ---------------------- | ---------------- | -------------- | ---------------- |
| 1       | 1          | Londyn-Stansted (STN)  | 304 000          | 19%            | Ryanair          |
| 2       | 1          | Warszawa-Chopin (WAW)  | 300 000          | 9%             | LOT              |
| 3       | -          | Frankfurt (FRA)        | 282 000          | 15%            | Lufthansa        |
| 4       | -          | Monachium (MUC)        | 209 000          | 1%             | Lufthansa        |
| 5       | -          | Dublin (DUB)           | 167 000          | 26%            | Ryanair          |
| 6       | 1          | Oslo-TORP)             | 129 000          | 11%            | Ryanair          |
| 7       | 1          | Mediolan-Bergamo (BGY) | 127 000          | 17%            | Ryanair          |
| 8       | 2          | Berlin-Tegel (TXL)     | 125 000          | 2%             | Ryanair          |
| 9       | 1          | Oslo-Gardermoen (OSL)  | 118 000          | 18%            | Norwegian        |
| 10      | -          | Edynburg (EDI)         | 116 000          | 8%             | EasyJet, Ryanair |
| Źródło  |            |                        |                  |                |                  |

### Najpopularniejsze kierunki lotów – miasta (2015)
| Pozycja | Zmiana r/r | Miasto                 | Liczba pasażerów | Zmiana r/r [%] | Przewoźnicy                       |
| ------- | ---------- | ---------------------- | ---------------- | -------------- | --------------------------------- |
| 1       | -          | Londyn (LHR, LGW, STN) | 448 000          | 11%            | British Airways, EasyJet, Ryanair |
| 2       | -          | Warszawa (WAW)         | 300 000          | 9%             | LOT                               |
| 3       | -          | Frankfurt (FRA)        | 282 000          | 15%            | Lufthansa                         |
| 4       | -          | Oslo (OSL, RYG)        | 246 000          | 14%            | Norwegian, Ryanair                |
| 5       | -          | Monachium (MUC)        | 209 000          | 1%             | Lufthansa                         |
| 6       | -          | Paryż (CDG, BVA)       | 174 000          | 15%            | EasyJet, Ryanair                  |
| 7       | -          | Dublin (DUB)           | 167 000          | 26%            | Ryanair                           |
| 8       | 1          | Mediolan (BGY)         | 127 000          | 10%            | Ryanair                           |
| 9       | 1          | Berlin (TXL)           | 125 000          | 2%             | Ryanair                           |
| 10      | 2          | Bruksela (BRU, CRL)    | 125 000          | 18%            | Brussels Airlines, Ryanair        |
| Źródło  |            |                        |                  |                |                                   |

### Najpopularniejsze kierunki lotów – państwa (2015)
| Pozycja | Zmiana r/r | Państwo         | Liczba pasażerów | Zmiana r/r [%] | Przewoźnicy                                 |
| ------- | ---------- | --------------- | ---------------- | -------------- | ------------------------------------------- |
| 1       | -          | Wielka Brytania | 1 006 000        | 9%             | British Airways, EasyJet, Jet2.com, Ryanair |
| 2       | -          | Niemcy          | 744 000          | 12%            | EasyJet, Germanwings, Lufthansa, Ryanair    |
| 3       | -          | Włochy          | 374 000          | 7%             | Alitalia, Ryanair                           |
| 4       | 1          | Norwegia        | 368 000          | 19%            | Norwegian, Ryanair                          |
| 5       | 1          | Polska          | 347 000          | 1%             | Eurolot, LOT, Ryanair                       |
| 6       | 2          | Francja         | 214 000          | 29%            | EasyJet, Ryanair                            |
| 7       | -          | Irlandia        | 205 000          | 21%            | Ryanair                                     |
| 8       | 2          | Hiszpania       | 203 000          | 12%            | Ryanair, Vueling                            |
| 9       | 1          | Belgia          | 126 000          | 18%            | Brussels Airlines, Ryanair                  |
| 10      | 1          | Szwecja         | 120 000          | 9%             | Norwegian, Ryanair                          |
| Źródło  |            |                 |                  |                |                                             |

## Połączenia do centrum Krakowa

### Połączenie kolejowe

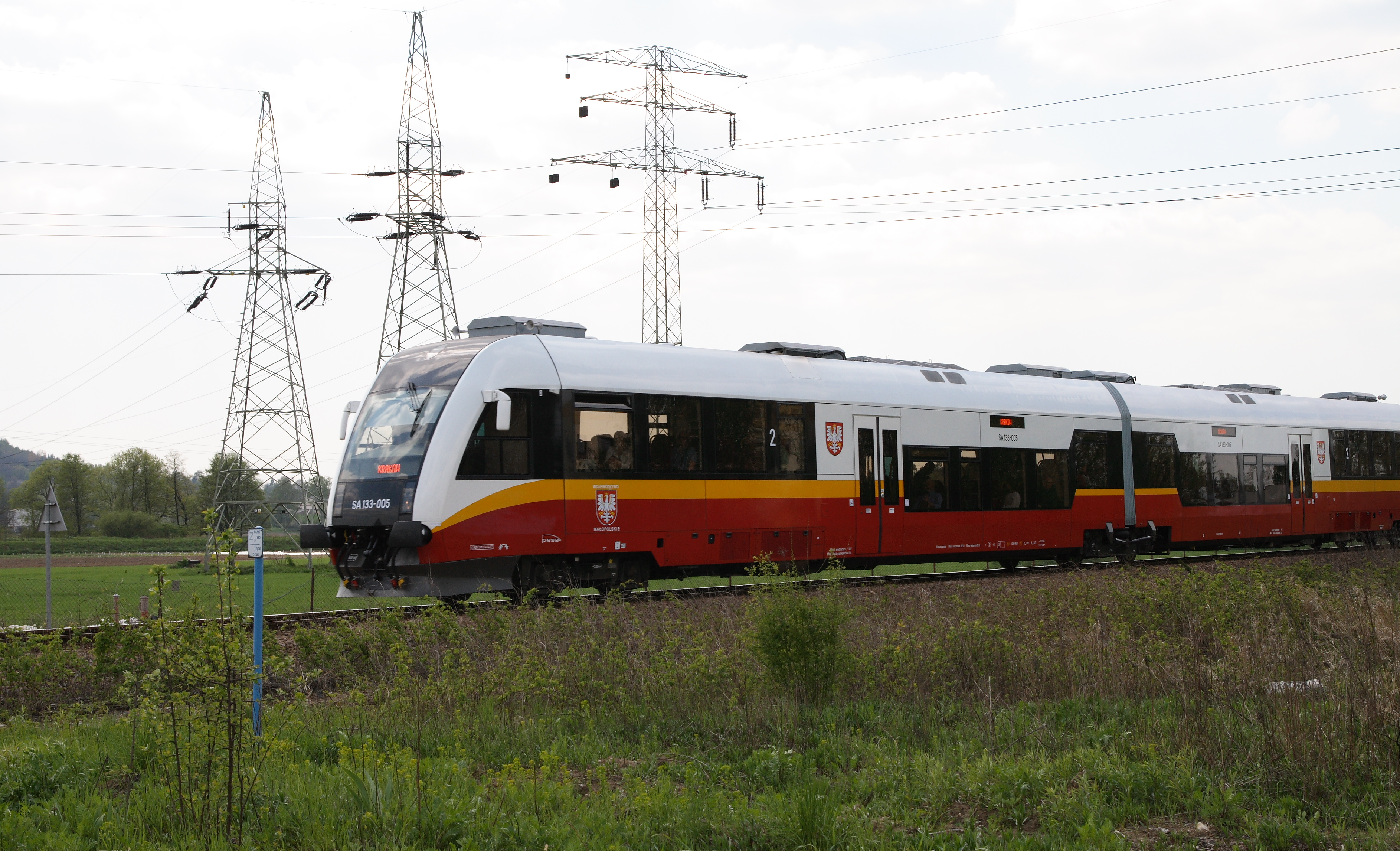
Pesa SA133-005 na linii Kraków Mydlniki – Kraków Lotnisko (przed przebudową linii)

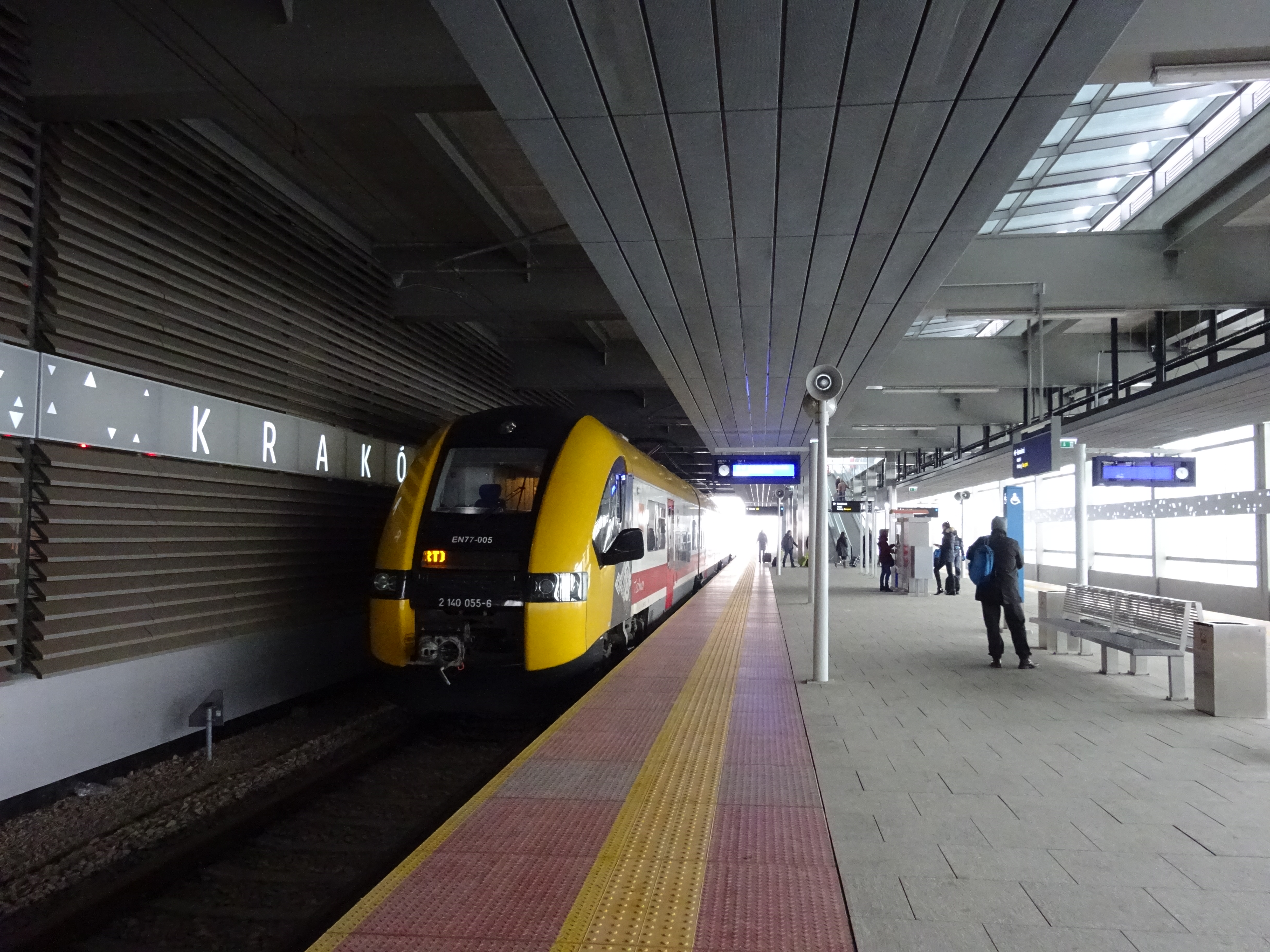
Pesa Acatus II należąca do Kolei Małopolskich na linii S1 SKA na stacji Kraków Lotnisko przy terminalu (po remoncie linii)

26 maja 2006 roku ruszyło pierwsze w Polsce kolejowe połączenie centrum miasta z lotniskiem. Podróż szynobusem po niezelektryfikowanej trasie ze stacji Kraków Główny trwała 18 minut.
1 lutego 2014 zawieszono wszystkie kursy z powodu remontu linii do lotniska. Remont obejmował dobudowę drugiego toru i remont obecnego, elektryfikację linii, dobudowanie około 500 metrów torów obok terminalu oraz budowę trzech nowych przystanków: Kraków Młynówka, Kraków Zakliki i Kraków Olszanica. Wykonawcą była firma Astaldi. W ramach przebudowy lotniska powstała również nowa stacja Kraków Lotnisko za parkingiem wielopoziomowym, która jest połączona z terminalem kładką.
Kursy po zmodernizowanej linii rozpoczęły się 28 września 2015 r. Obsługą zajmują się Koleje Małopolskie, które obsługują tę trasę pociągami Pesa Acatus Plus. Większość kursów rozpoczyna i kończy bieg na stacji Wieliczka Rynek-Kopalnia.

### Połączenia autobusowe
Na wszystkich autobusowych liniach Komunikacji Miejskiej w Krakowie obowiązują bilety aglomeracyjne. Krótkoterminowe, wieloprzejazdowe (z możliwością dowolnej liczby przesiadek) bilety normalne kosztują (styczeń 2023): 20-minutowy – 4 zł, 60-minutowy (lub jednoprzejazdowy) – 6 zł, 70-minutowy – 7 zł, 90-minutowy – 8 zł. Bagaż przewożony jest bezpłatnie.
Z portu lotniczego Kraków-Balice można dostać się do centrum Krakowa za pomocą następujących linii autobusowych:
Linia 300 (aglomeracyjna przyspieszona)
- Trasa: Kraków Airport – Bielany - Rondo Grunwaldzkie - Osiedle Podwawelskie
- Kursuje codziennie, co 30 min od 5:07 do 23:07
- Czas przejazdu do Osiedla Podwawelskiego: 24 min

Linia 902 (aglomeracyjna nocna)
- Trasa: Kraków Airport – Olszanica – Chełm – Hotel Cracovia – Basztowa – Dworzec Główny – Dworzec Główny Zachód – Dworzec Główny Wschód
- Kursuje codziennie, co ok. 60 min w ciągu nocy w każdą stronę (z Portu Lotniczego: od 2325).
- Czas przejazdu do Dworca Głównego: 29 min

Dodatkowo w bliskim sąsiedztwie terminalu krajowego (przystanek Balice Medweckiego) zatrzymuje się:
Linia 209 (aglomeracyjna)
- Trasa: Mników / Morawica – Port Lotniczy (przystanek: Balice Medweckiego) – Kryspinów – Bielany – Salwator
- Kursuje codziennie, co 30-150 min od 4:41 do 00:15
- Czas przejazdu do pętli Salwator: 23 min

Autobusy dalekobieżne
- NEOBUS:

– Wrocław – Katowice – Kraków Airport – Rzeszów – Niebylec – Krosno – Iwonicz-Zdrój – Rymanów-Zdrój
– Wrocław – Katowice – Kraków Airport – Kraków – Rzeszów – Niebylec – Brzozów – Sanok / Lesko / Polańczyk / Ustrzyki Dolne
- REGIOJET:

– Ostrava Svinov – Katowice – Kraków Airport – Kraków MDA.

### Połączenie drogowe
- W bezpośrednim sąsiedztwie portu lotniczego przebiegają autostrada A4 łącznie z drogą ekspresową S7 na odcinku obwodnicy Krakowa oraz droga wojewódzka nr 774
- Port lotniczy dysponuje publicznym parkingiem dla samochodów osobowych
- W zależności od sytuacji na drogach przejazd do centrum Krakowa zajmuje 20-45 min
- W terminalu międzynarodowym funkcjonują przedstawicielstwa kilku wypożyczalni samochodów[134]
- Taksówki

## Firmy handlingowe
Na lotnisku znajdują się trzy firmy handlingowe: LS Airport Services, Welcome Airport Services oraz Aviation Support Poland. Oferują one usługi w zakresie: obsługi pasażerów, załadunku bagażu, obsługi samolotu oraz innych usług lotniskowych. Pierwsza z wymienionych firm obsługuje m.in. PLL LOT, Wizz Air, Flydubai, Jet2.com, Enter Air, Aegean Airlines i SAS. Następna firma obsługuje m.in. samoloty Lufthansa, KLM, Air France, Transavia, Finnair, Eurowings, Onur Air, EasyJet, British Airways, Norwegian oraz Luxair. Handling Aviation Support Poland obsługuje samoloty Ryanair, Buzz i Lauda Europe.

## Stowarzyszenia spotterskie
- Z lotniskiem oficjalnie współpracuje stowarzyszenie EPKK Spotters.

## Galeria

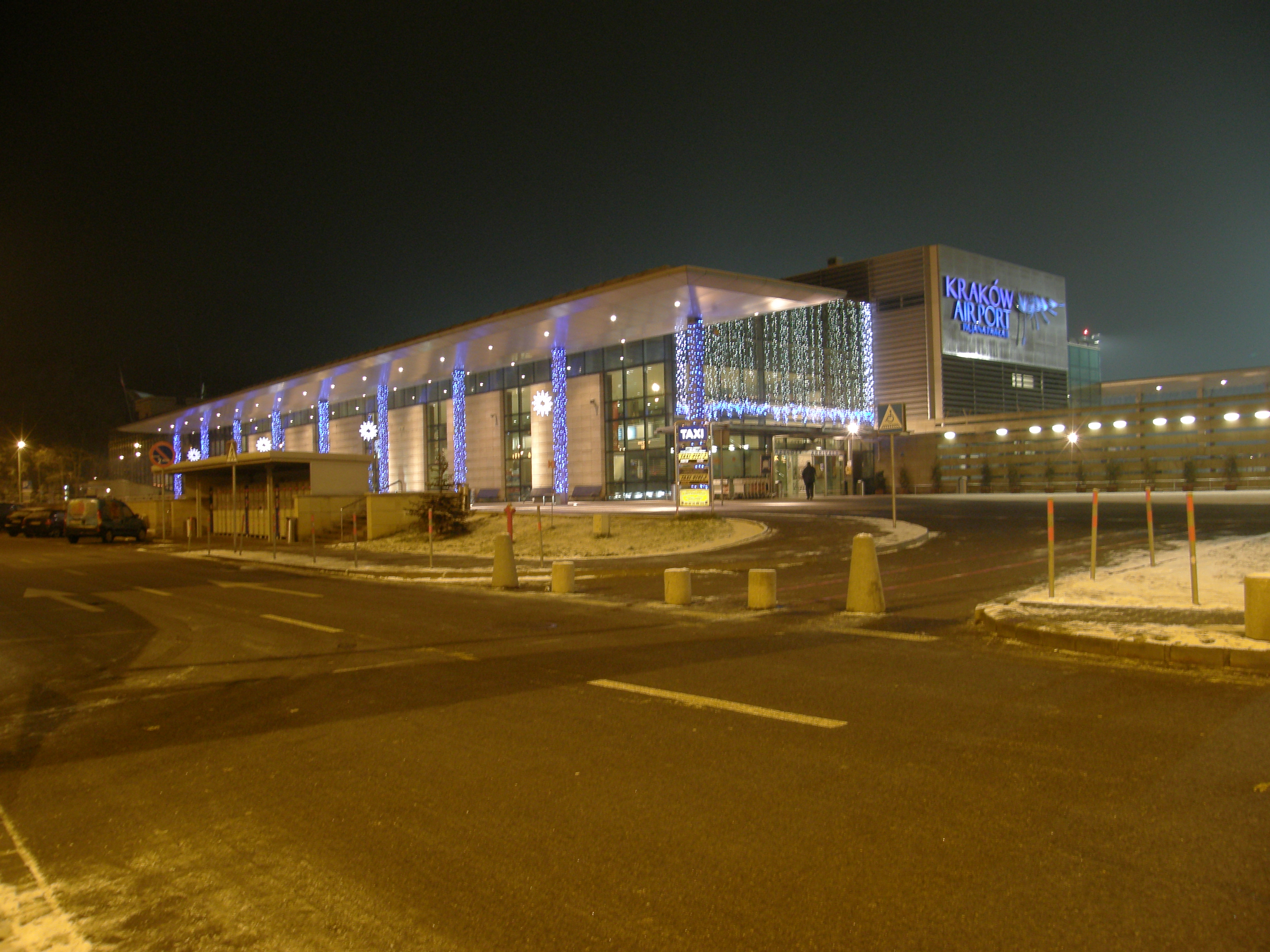
Terminal przed przebudową w okresie Bożego Narodzenia
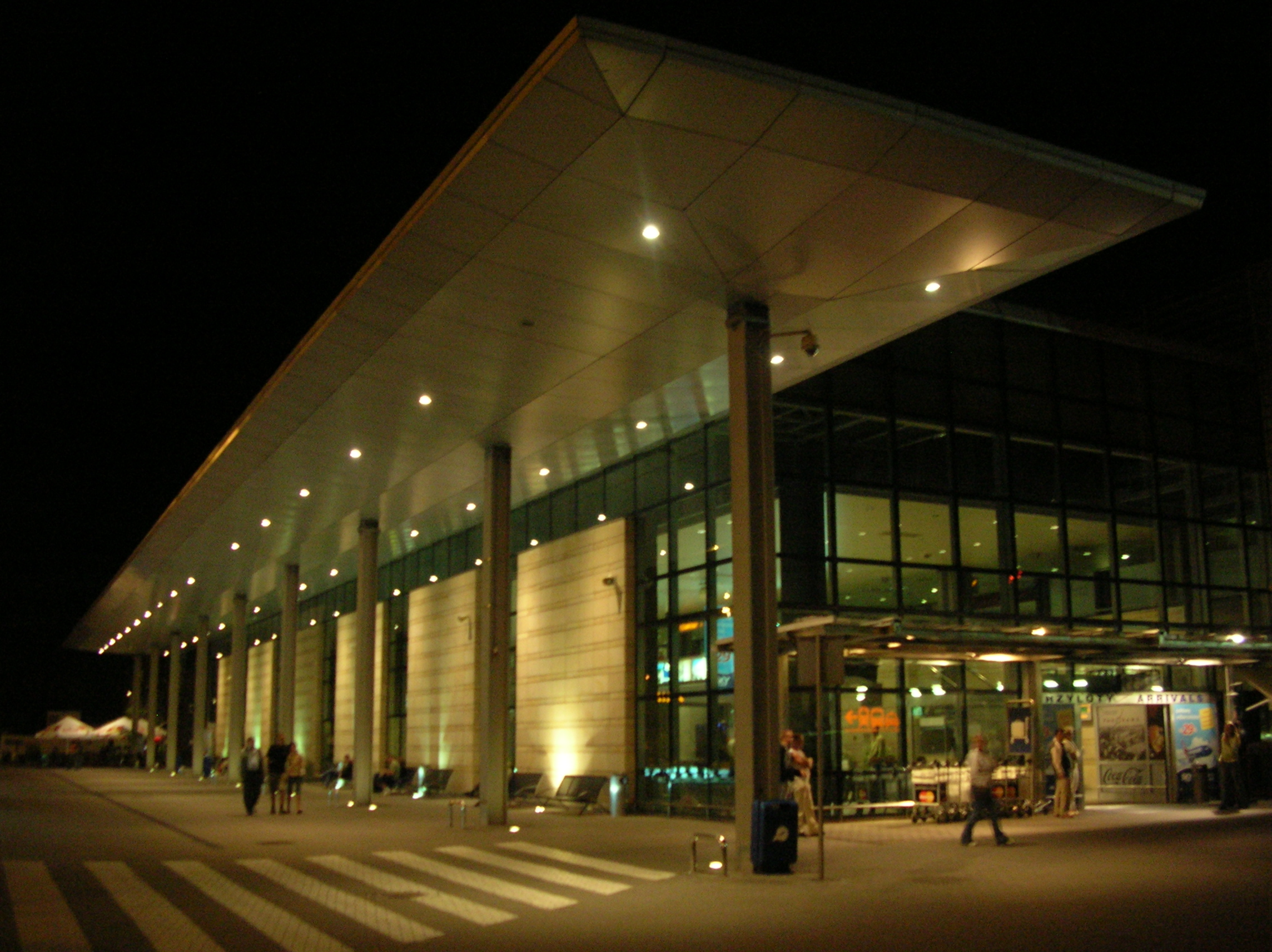
Terminal przed przebudową w nocy
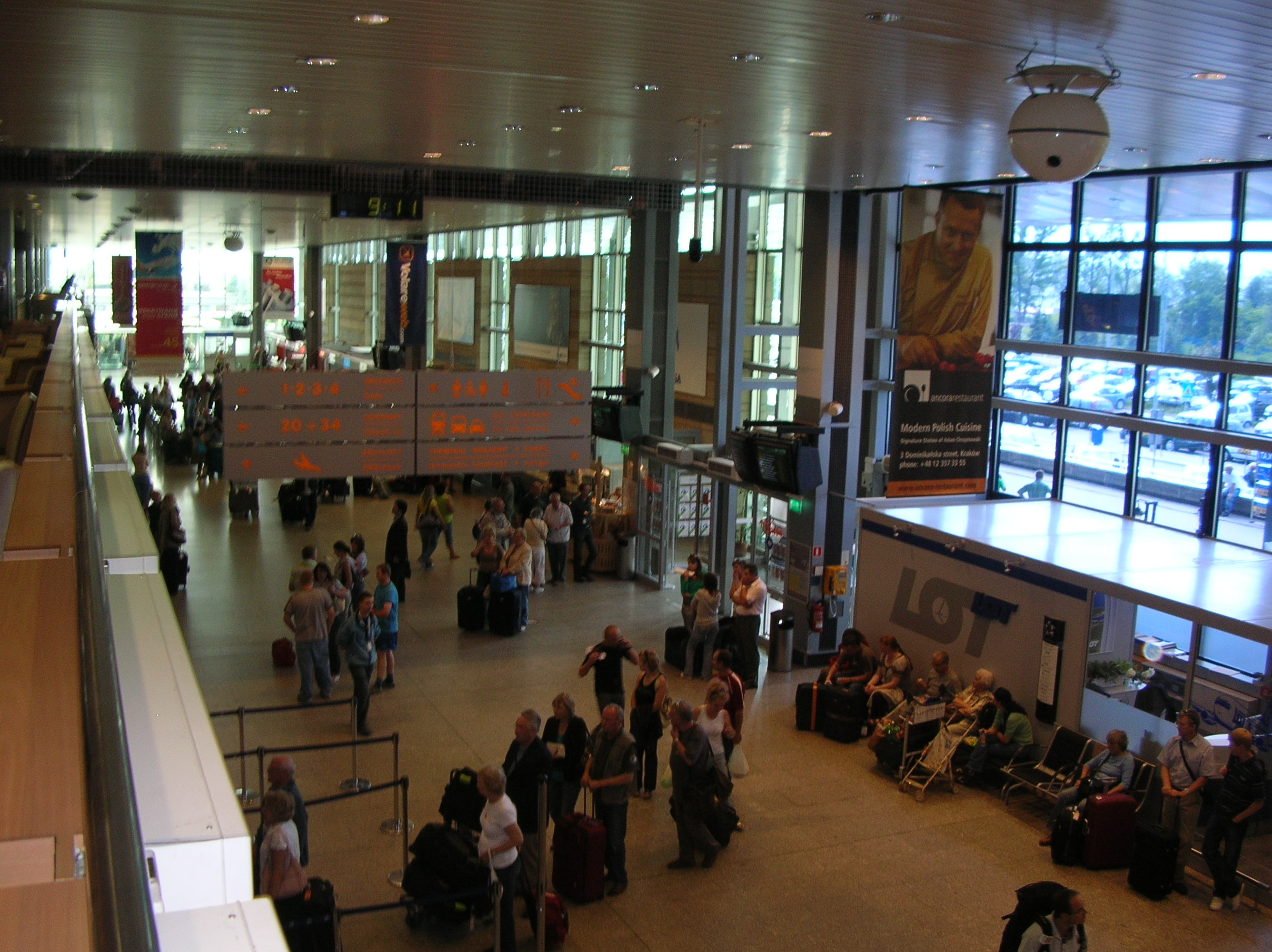
Wnętrze terminalu w 2008 roku
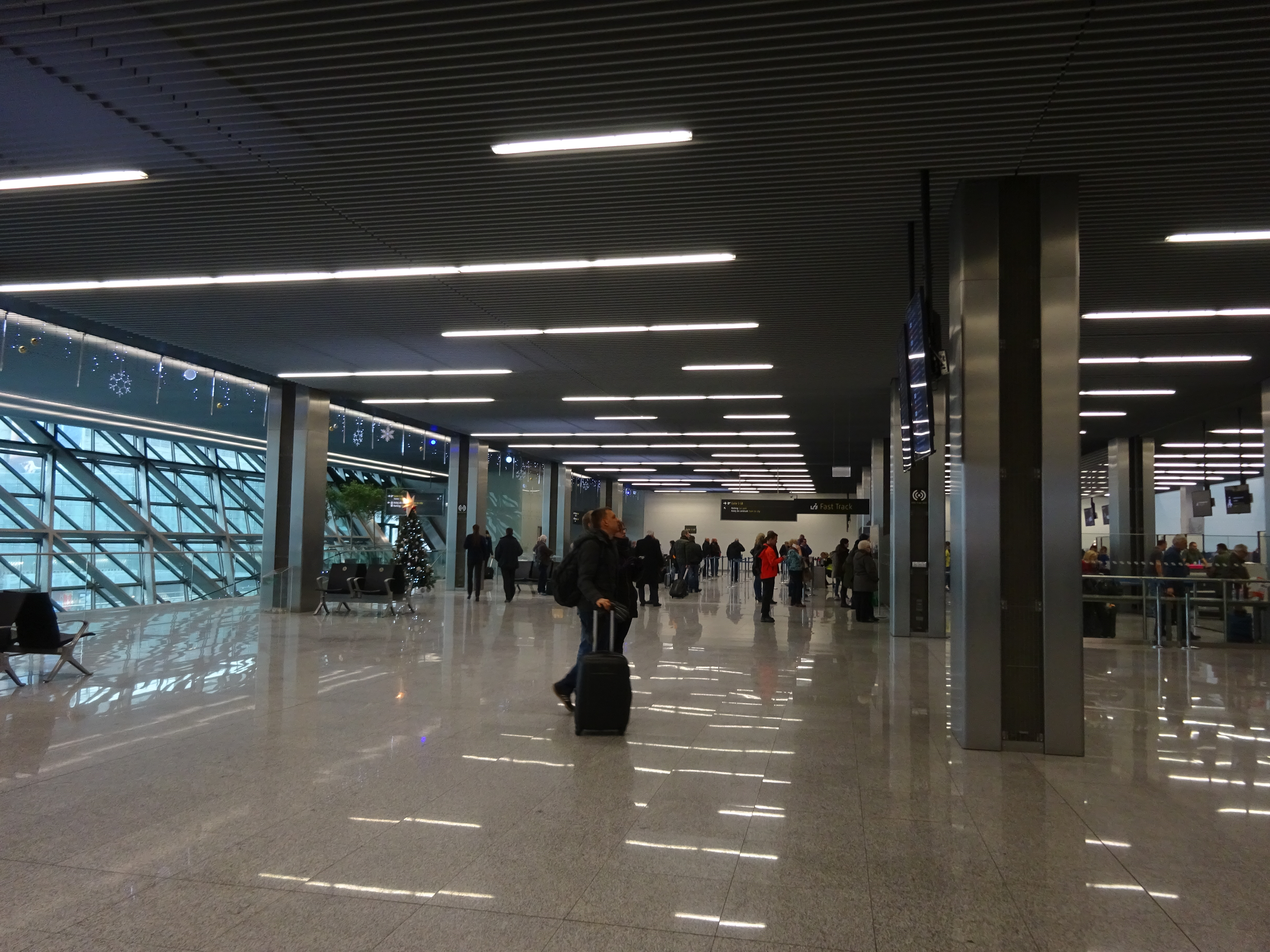
Wnętrze terminalu (górna płyta) po remoncie w 2016 roku
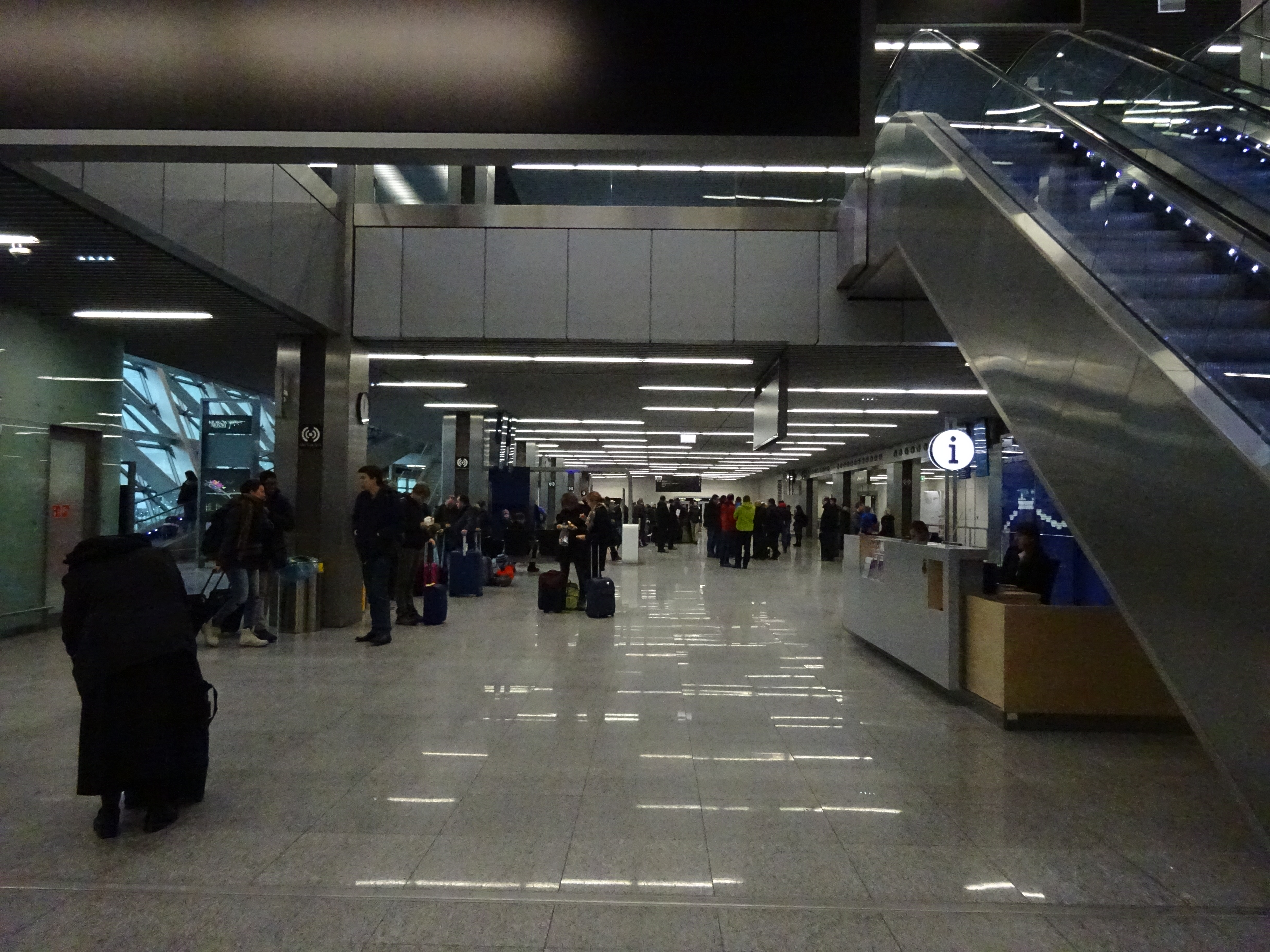
Wnętrze terminalu (dolna płyta) po remoncie w 2016 roku
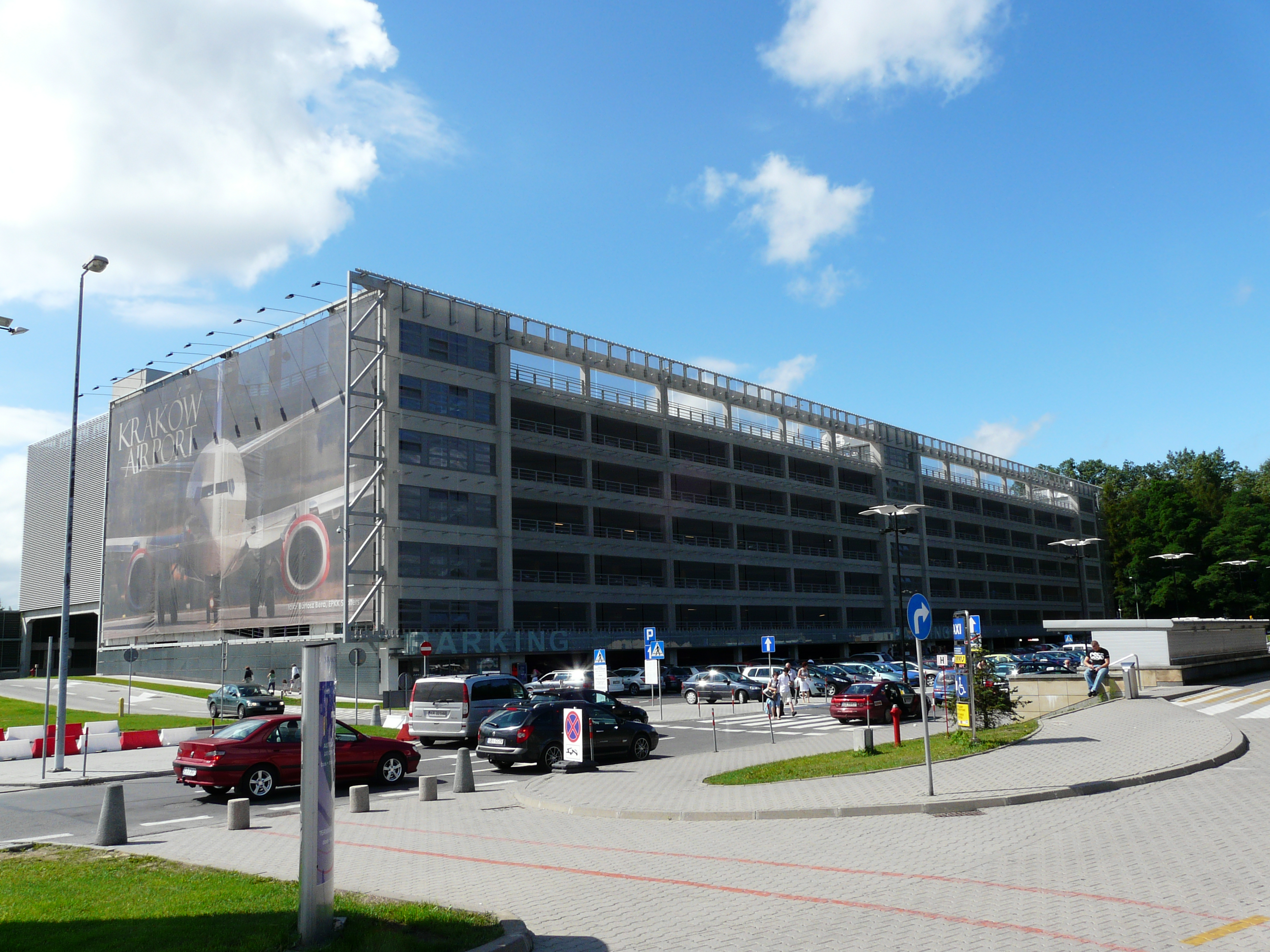
Parking wielopoziomowy przy terminalu
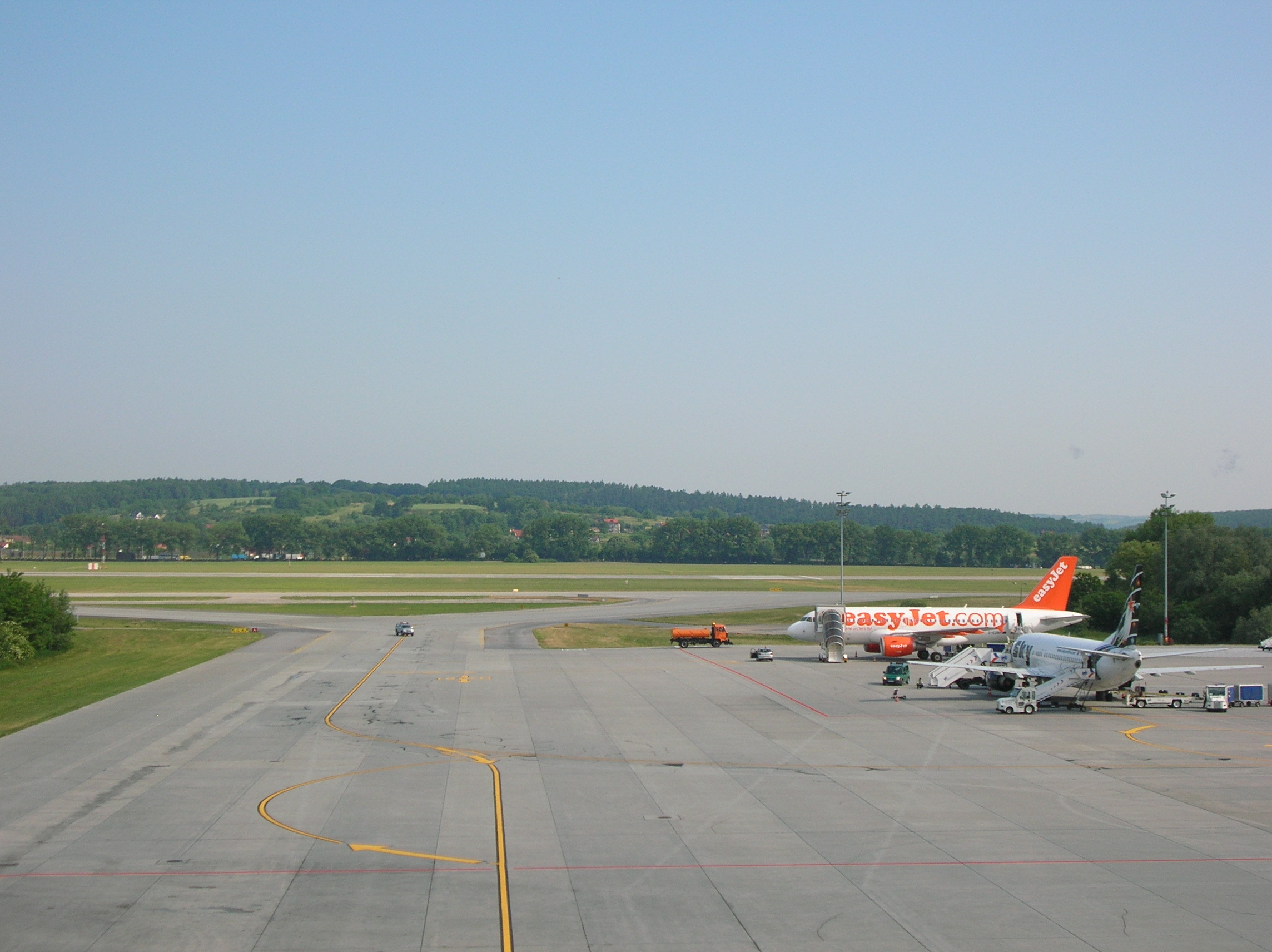
Widok na płytę postojową
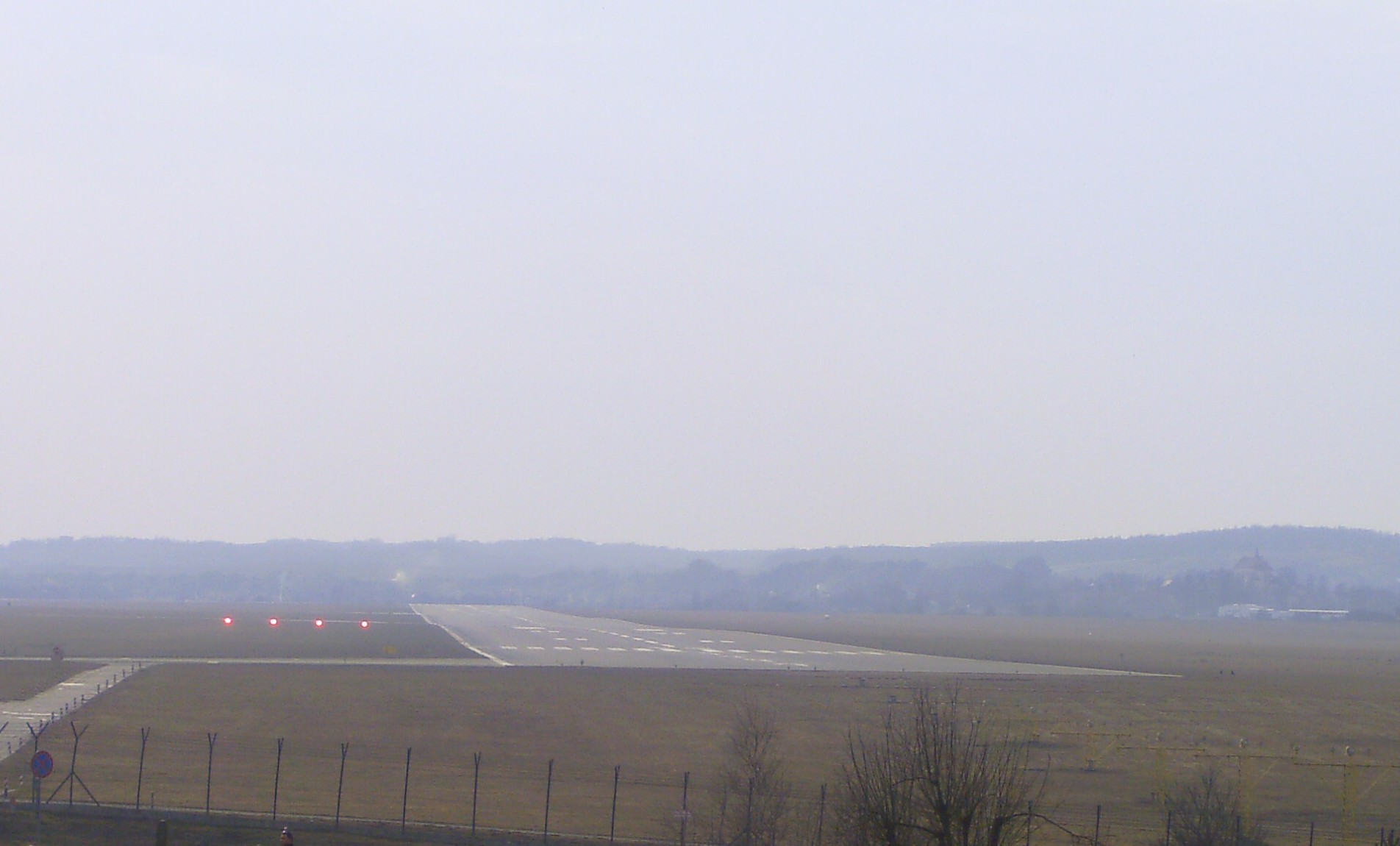
Widok na pas startowy od strony ulicy Spacerowej
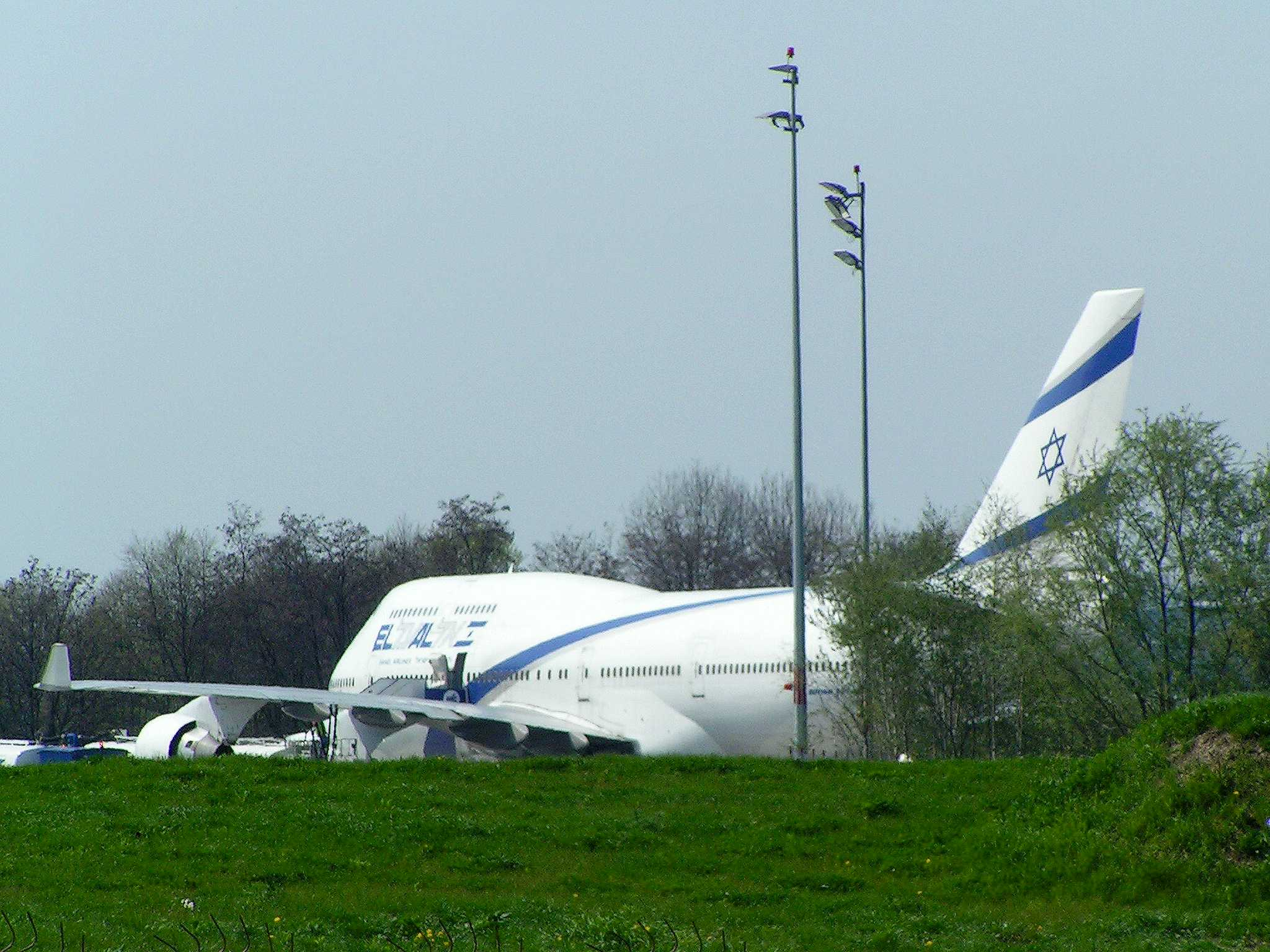
Boeing 747-458 Izraelskich Linii Lotniczych, rejestracja 4X-ELC nr 27915/1062 na płycie postojowej krakowskiego lotniska dnia 2005-05-03
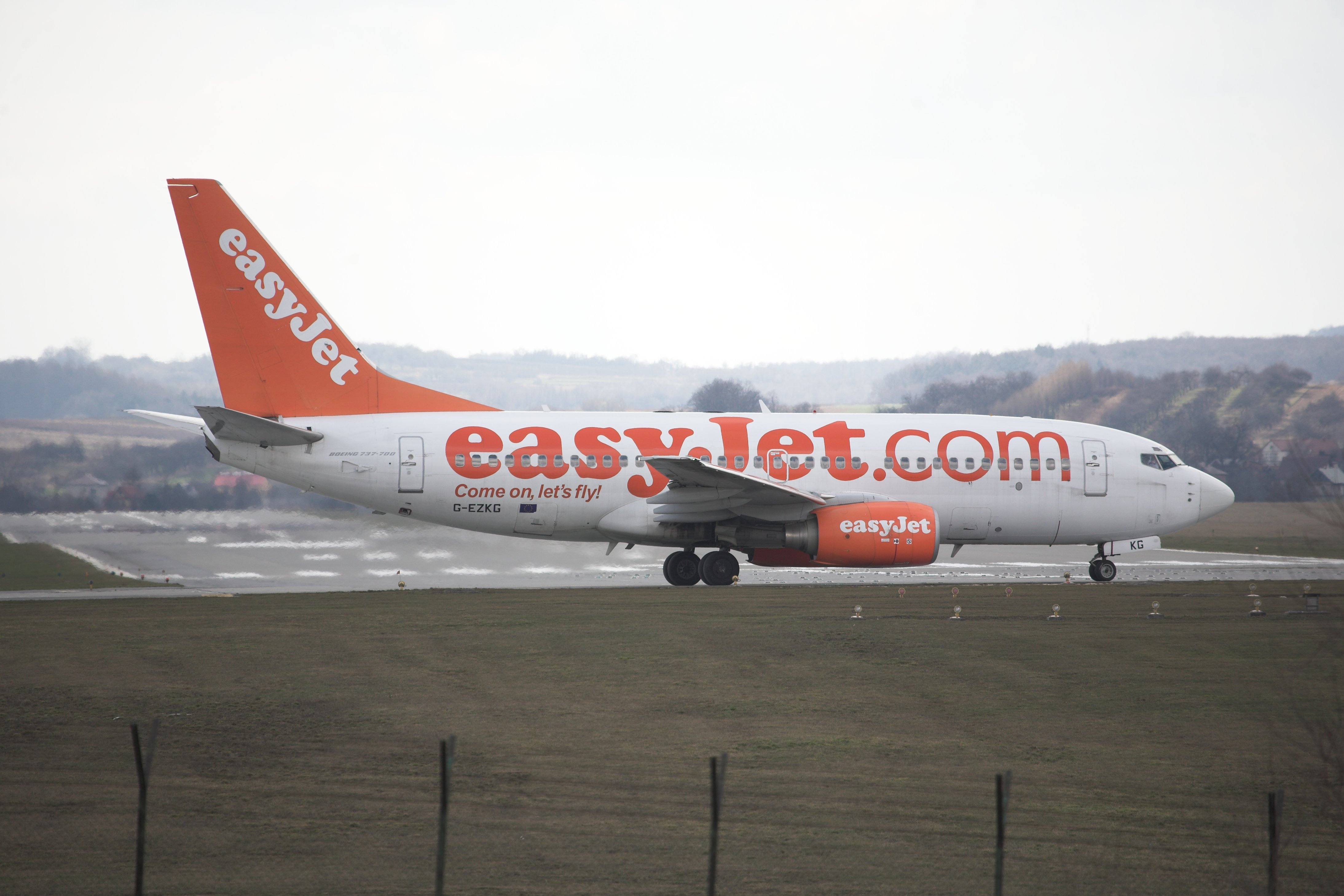
Boeing 737 linii EasyJet kołuje na pas startowy
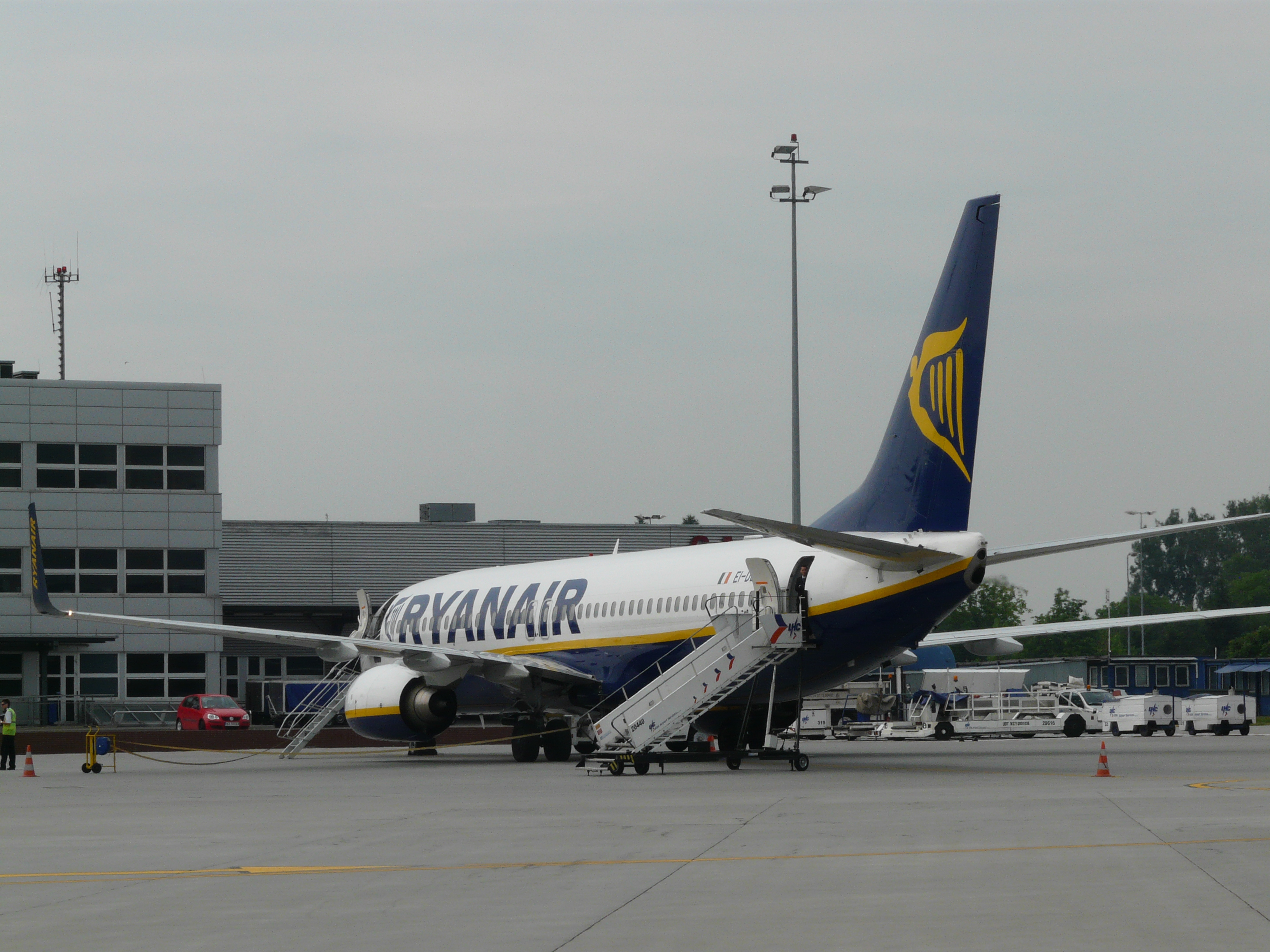
Boeing 737 linii Ryanair na płycie postojowej
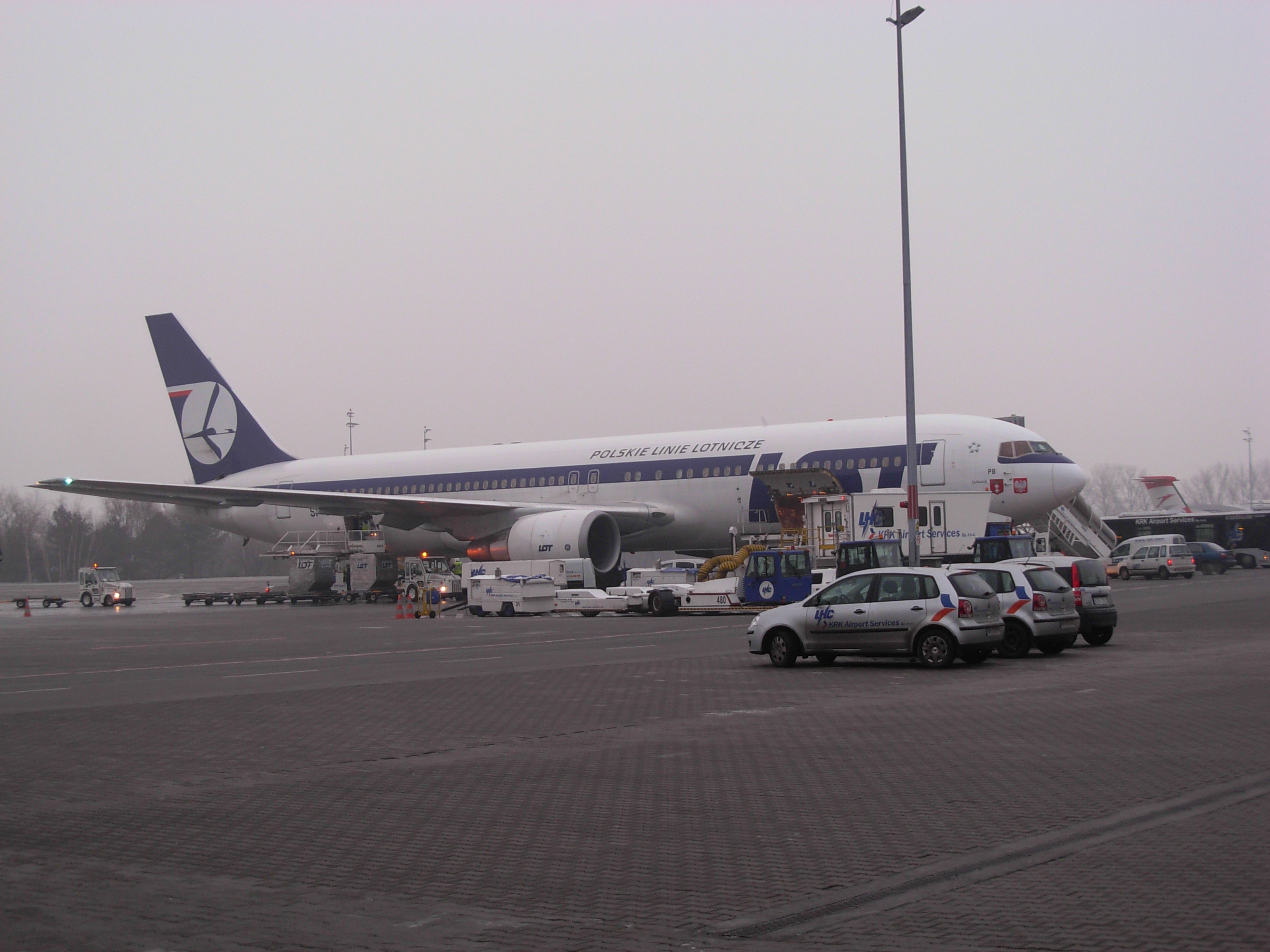
Boeing 767 Polskich Linii Lotniczych LOT na płycie postojowej – grudzień 2007
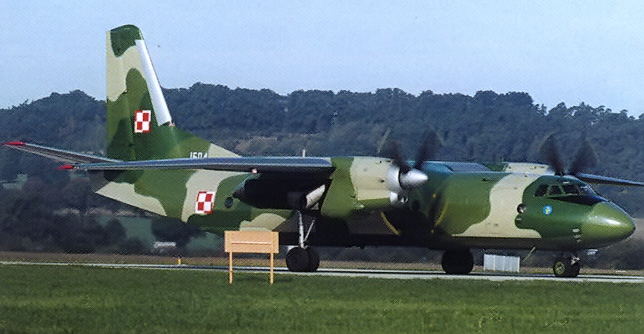
Samolot An-26 należący do byłej 8 Bazy Lotniczej stacjonującej przy lotnisku Kraków-Balice na pasie startowym
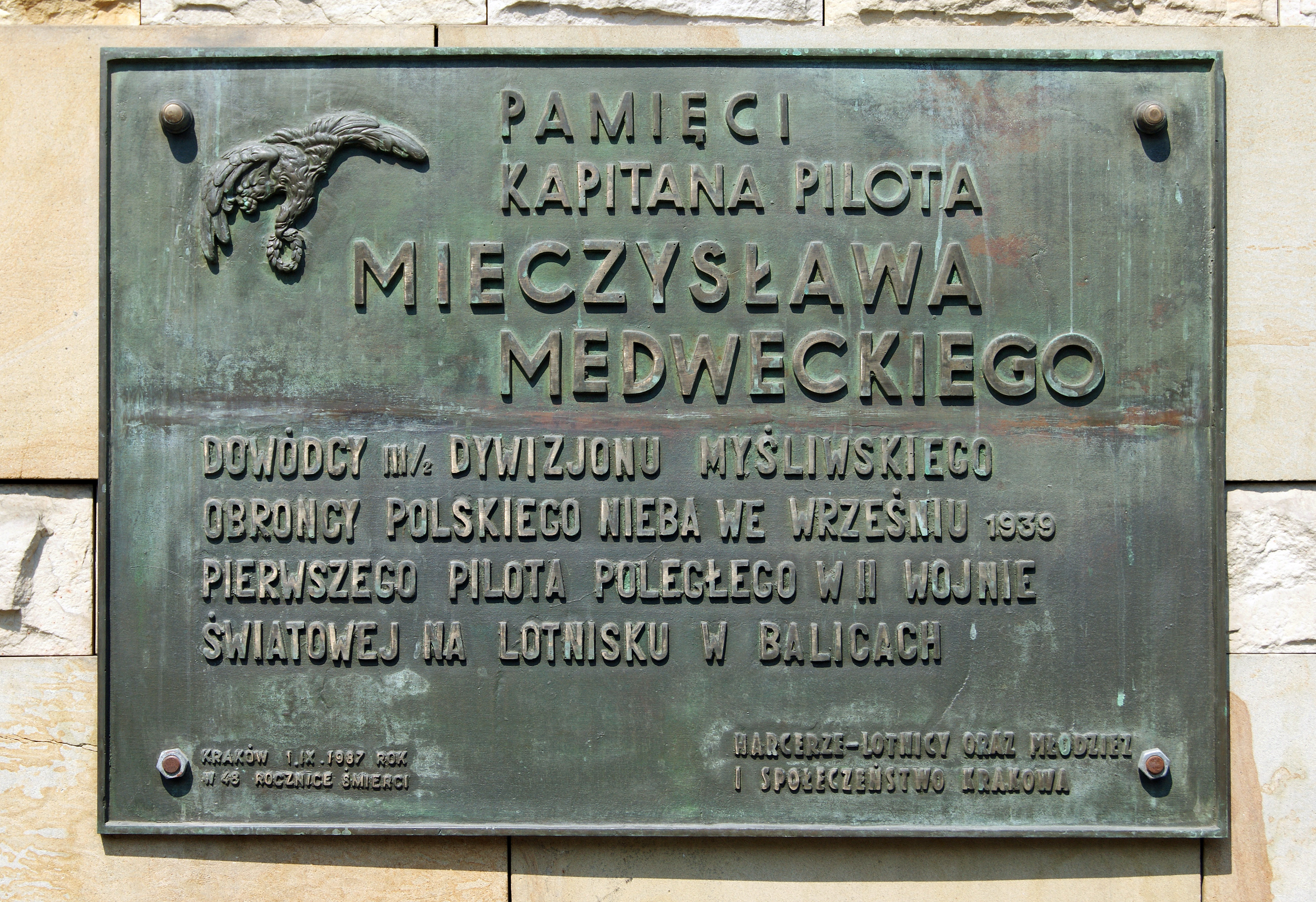
Tablica pamiątkowa kpt. pilota Mieczysława Medweckiego na budynku terminalu międzynarodowego
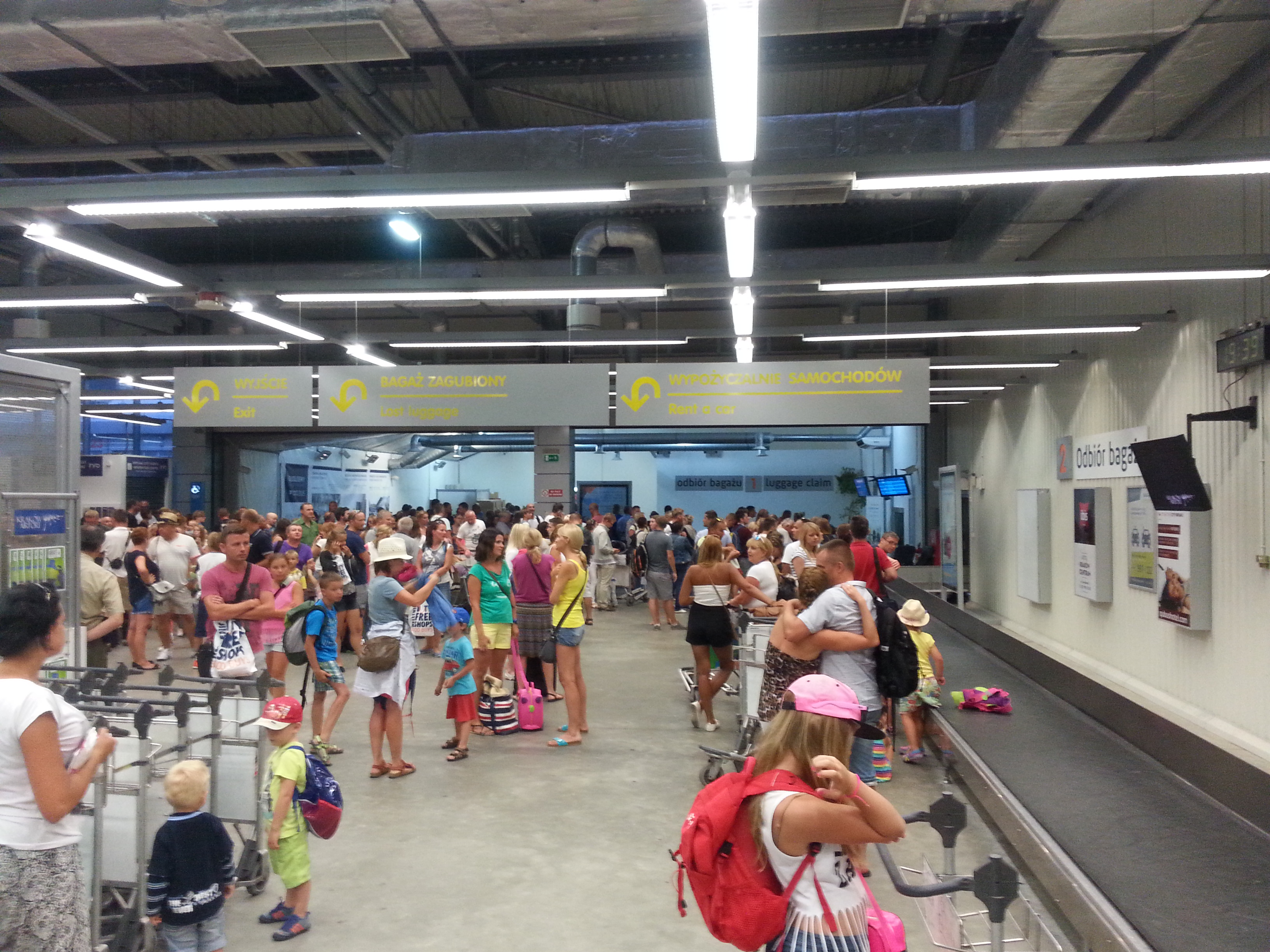
Tymczasowo rozbudowana strefa przylotowa w Terminalu T2, używana w latach 2014–2015.
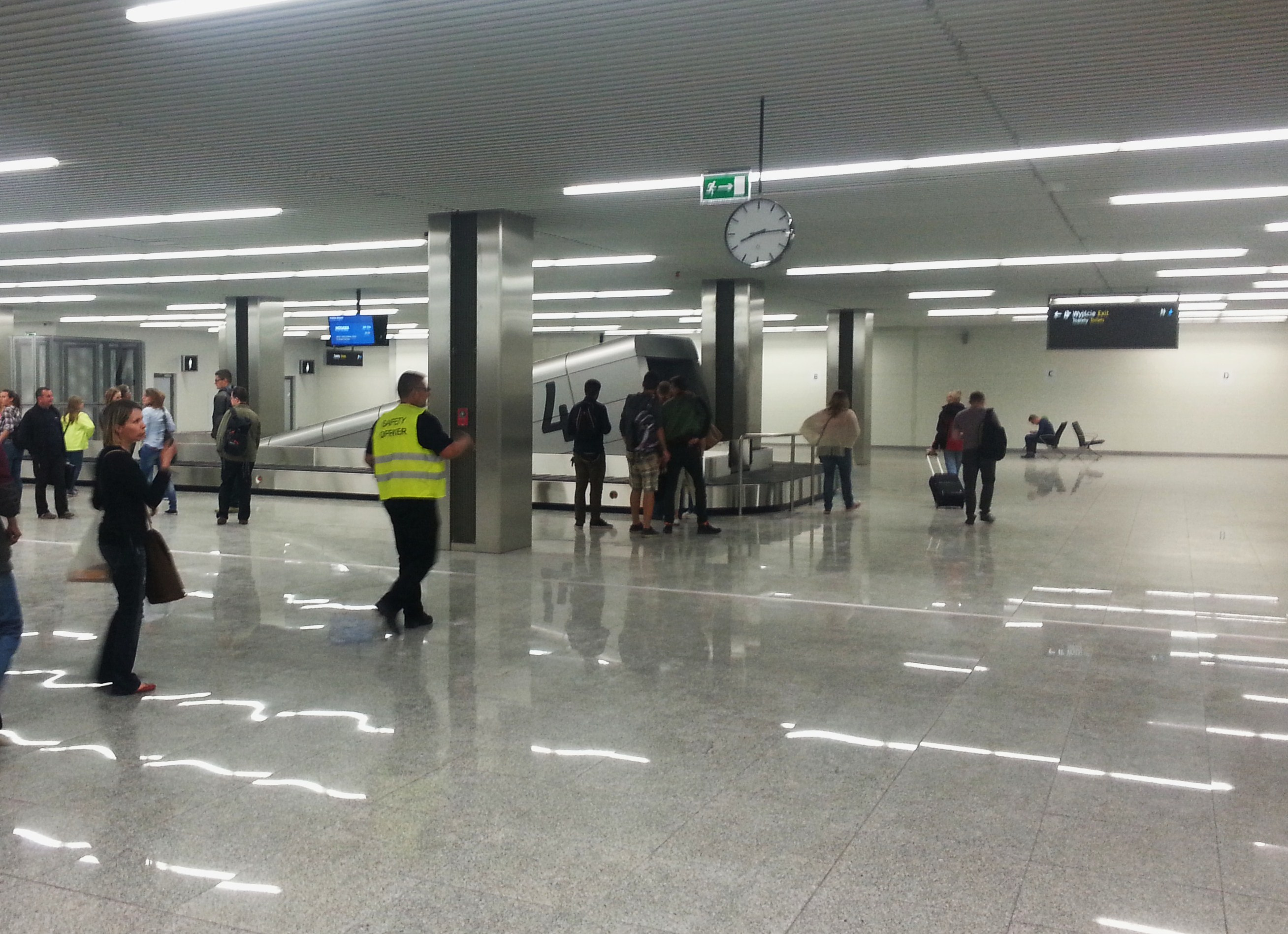
Hala przylotów częściowo otwarta w 2015 roku.
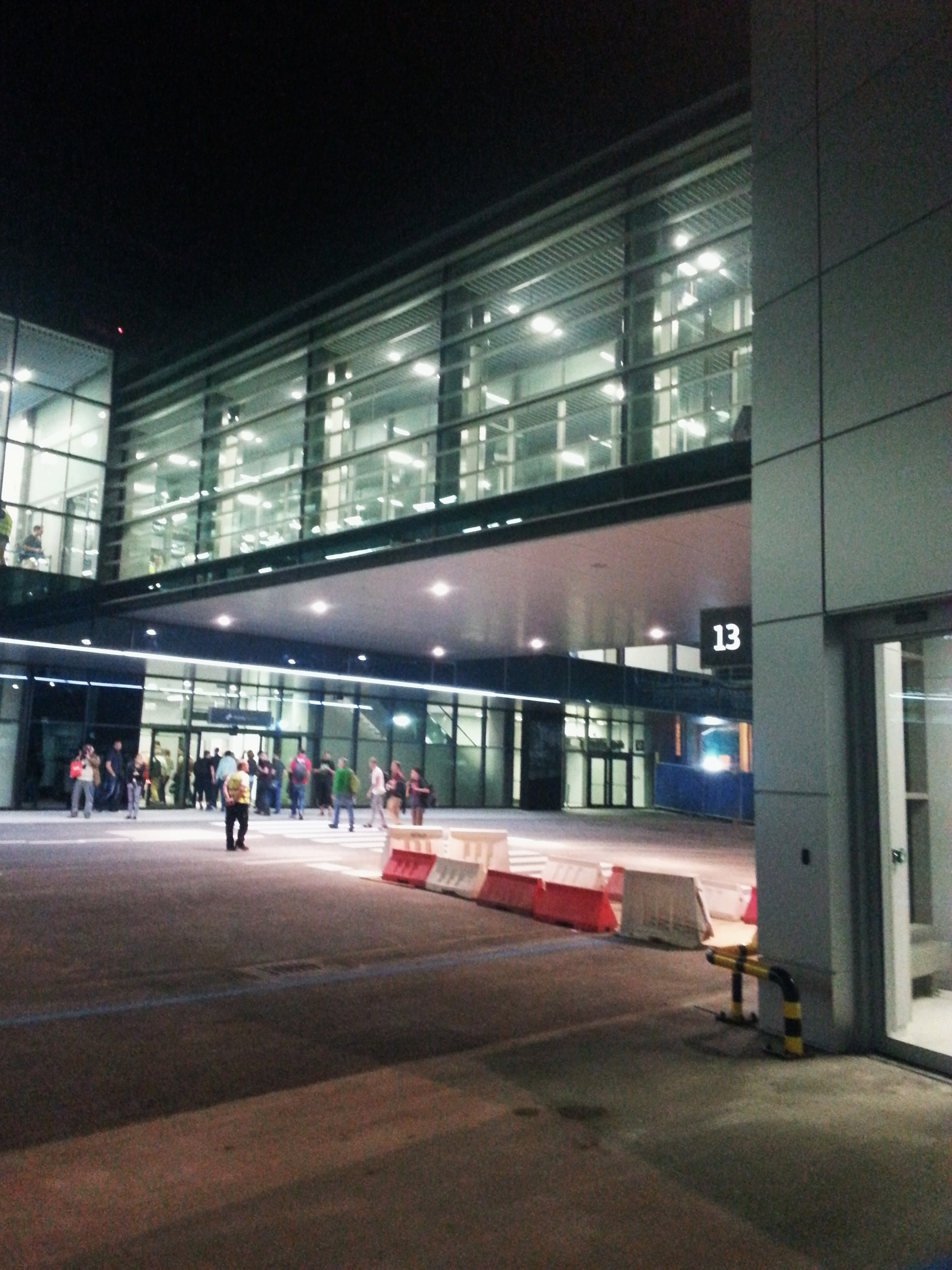
Strefa airside przy nowej, wschodniej części terminalu. Widoczna jedna z trzech wież z rękawami.
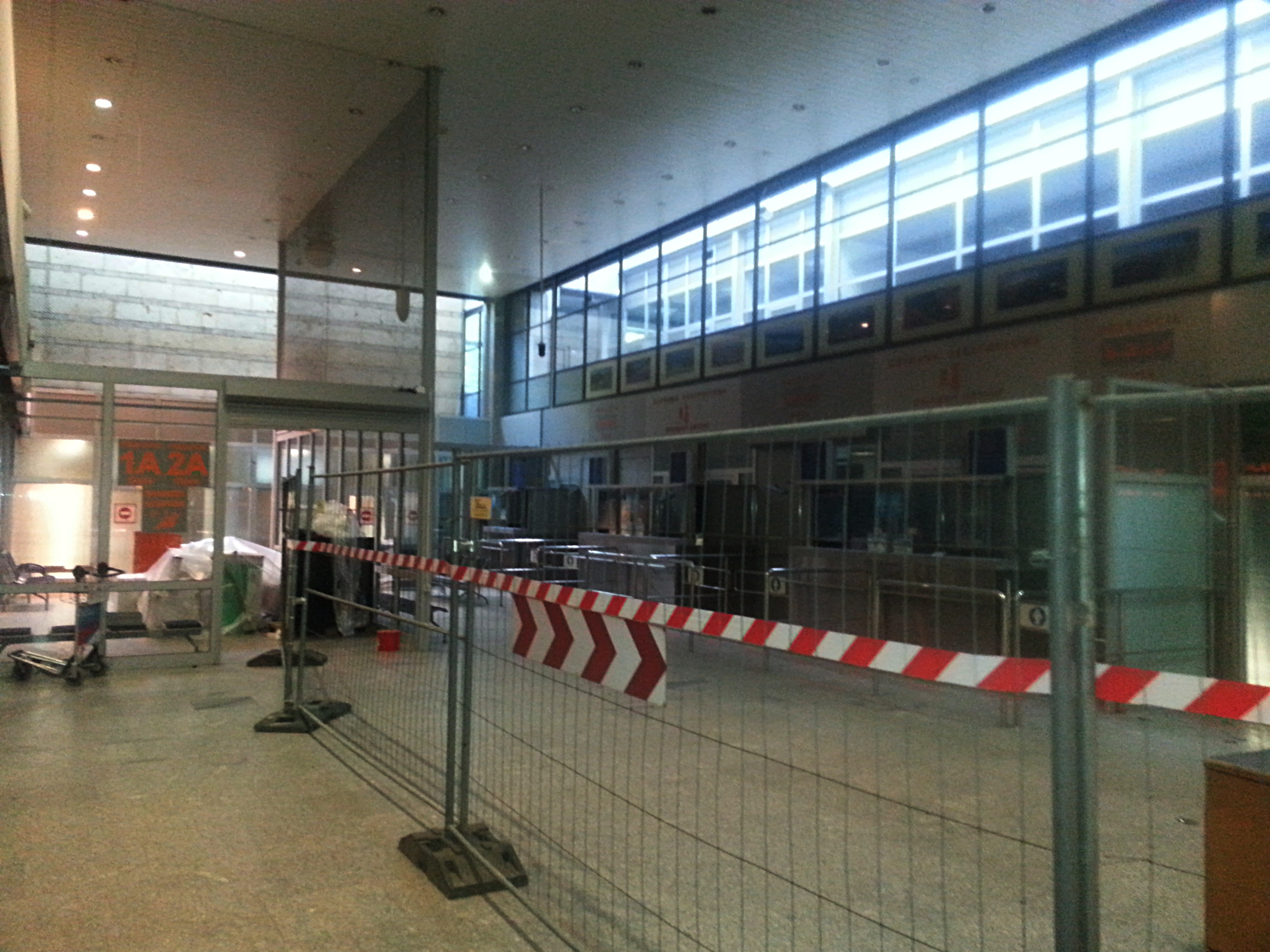
Oryginalna hala odlotowa w najstarszej części terminalu, późniejsza strefa kontroli bezpieczeństwa oraz paszportowej dla lotów Non-Schengen. Po lewej tymczasowe Gate’y krajowe. Wyłączona z użytku we wrześniu 2015 roku.
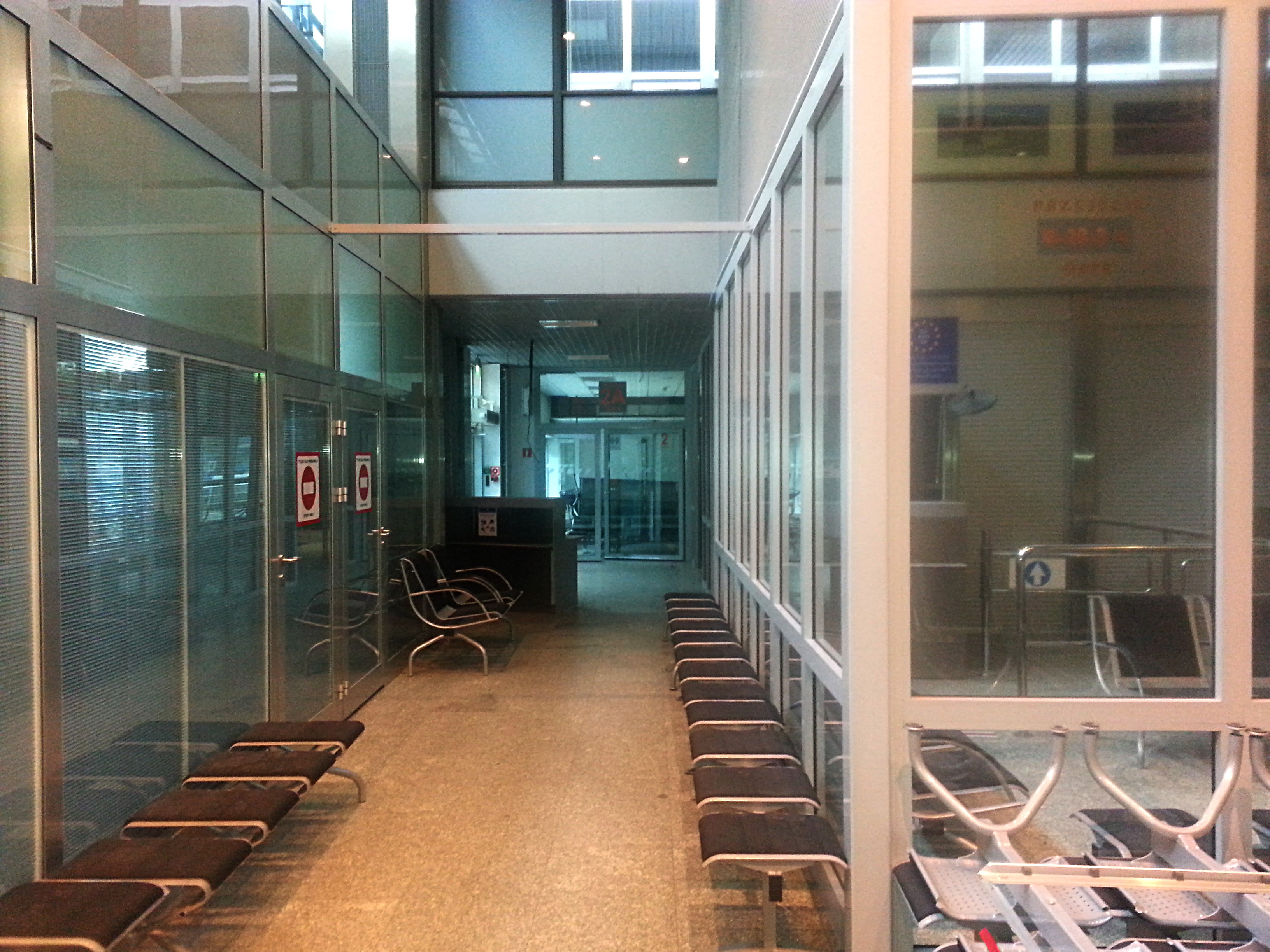
Widok na tymczasową strefę odlotów krajowych w terminalu T1, w zastępstwie Gate’ów w Terminalu T2 po jego konwersji na prowizoryczny terminal przylotowy w 2014 roku. Zamknięta we wrześniu 2015.
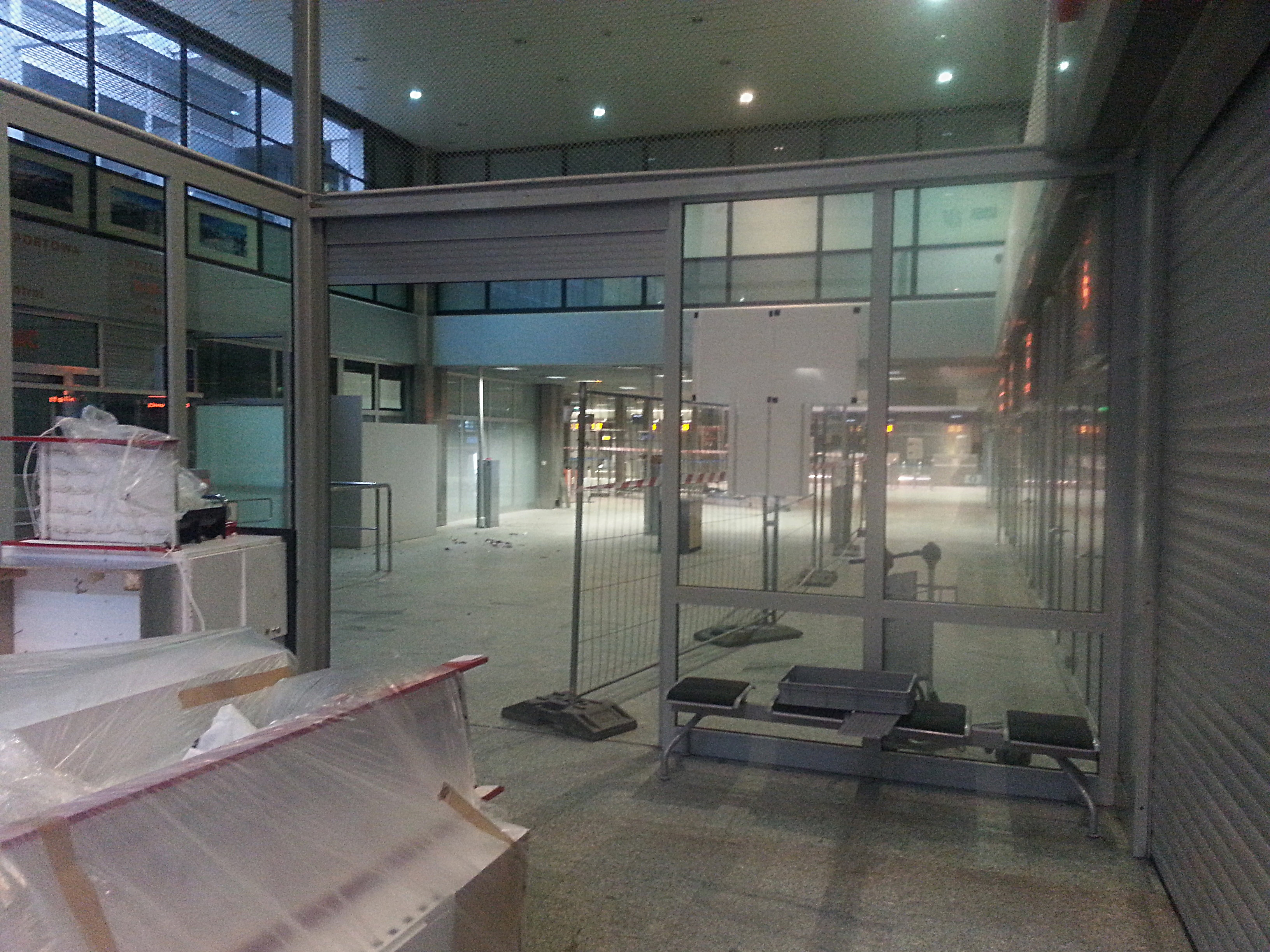
Oryginalna hala odlotowa w najstarszej części terminalu. W tle widać strefę Check-in, ostatnią będącą w użytku część terminalu T1 przed jego całkowitym remontem, stan z października 2015 roku.